# Thế vận hội dành cho người khuyết tật
Thế vận hội dành cho người khuyết tật còn gọi là Paralympic (tiếng Anh: Paralympic Games) là một sự kiện thể thao quốc tế quan trọng, là nơi các vận động viên khuyết tật thể chất thi đấu cạnh tranh, bao gồm các vận động viên thiểu năng, khuyết chi, mù lòa, bại não. 2 sự kiện Thế vận hội Paralympic Mùa hè và Mùa đông được tổ chức theo Thế vận hội Olympic tương ứng. Tất cả các cuộc thi trong Thế vận hội Paralympic đều do Ủy ban Paralympic quốc tế (IPC) quy định.
Thế vận hội Paralympic khởi nguồn một tập hợp nhỏ những cựu chiến binh người Anh trong chiến tranh thế giới thứ II vào năm 1948 và ngày nay đã trở thành một trong những sự kiện thể thao quốc tế lớn nhất của thế kỷ XXI. Những người tham gia Thế vận hội Paralympic đấu tranh cho sự đối xử bình đẳng như những vận động viên bình thường tại Thế vận hội Olympic, nhưng vẫn có một khoảng cách lớn về khoản tài trợ dành cho các vận động viên Olympic và Paralympic. Ngoài ra còn có những môn thể thao như các môn liên quan đến chạy, nhảy và ném có thể ngăn vận động viên Paralympic cạnh tranh bình đẳng với vận động viên bình thường, mặc dù đã có những vận động viên Paralympic từng tham dự Thế vận hội Olympic.
Thế vận hội Paralympic dành cho các vận động viên khuyết tật thể chất và được tổ chức song song với Thế vận hội Olympic. Hội đồng Olympic Quốc tế (IOC) công nhận sự kiện Thế vận hội Olympic Đặc biệt (Special Olympics World Games) dành cho các vận động viên khuyết tật trí tuệ và Thế vận hội Deaflympic dành cho các vận động viên khiếm thính.
Lý giải chính thức hiện nay đối với tên gọi "Paralympic" là nó có nguồn gốc từ giới từ tiếng Hy Lạp παρά (phiên âm Latin: pará, nghĩa là bên cạnh, kề bên) và do đó đề cập đến một cuộc thi được tổ chức song song với Thế vận hội Olympic. Lần đầu tiên thuật ngữ "Paralympic" được đưa vào sử dụng chính thức là tại Paralympic Mùa hè 1988 tổ chức ở Seoul.
Vì có nhiều vận động viên với nhiều loại khuyết tật khác nhau đăng ký tham gia, do đó có sự phân chia những thể loại thi đấu dành cho các vận động viên. Các vận động viên khuyết tật được thi phép thi đấu sẽ được phân vào sáu loại lớn, bao gồm: khuyết tay/chân, bại não, khuyết tật trí tuệ, xe lăn, khiếm thị và các loại còn lại (những vận động viên khuyết tật không rơi vào năm loại trên bao gồm những người bệnh còi cọc, đa xơ cứng và dị tật bẩm sinh). Sáu loại này lại được chia nhỏ hơn nữa và khác nhau tùy theo từng môn thể thao. Hệ thống phân loại đã dẫn đến tranh cãi vấn đề lừa dối xoay quanh việc các vận động viên khai quá mức độ khuyết tật của họ nhằm mục đích được sử dụng các loại thuốc hỗ trợ thi đấu, một điều đã từng gặp trong nhiều sự kiện khác.

## Lịch sử

### Các vận động viên đầu tiên

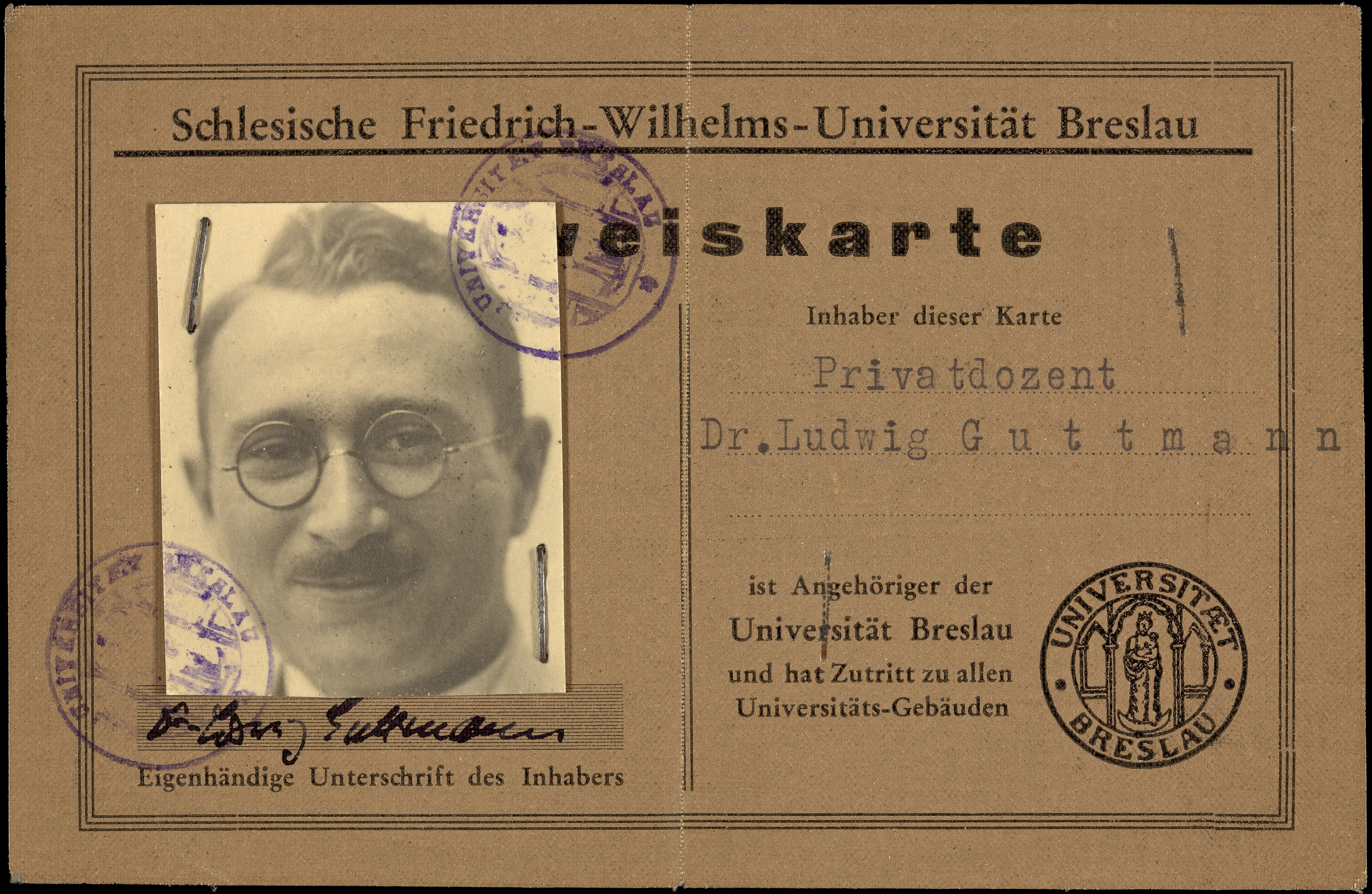
Tiến sĩ Ludwig Guttmann

Các vận động viên khuyết tật đã thi đấu ở Thế vận hội Olympic trước khi Thế vận hội Paralympic ra đời. Người đầu tiên tiêu biểu cho trường hợp này là vận động viên thể dục người Mỹ George Eyser, với một chân giả ông đã tham gia vào Thế vận hội mùa hè tổ chức tại Hoa Kỳ năm 1904. Karoly Takacs người Hungary thi đấu ở bộ môn bắn súng trong cả hai kì Thế vận hội Olympic Mùa hè 1948 và 1952. Karoly bị khuyết cánh tay phải và có khả năng bắn bằng tay trái. Một vận động viên khuyết tật khác xuất hiện trong Thế vận hội Olympic trước Paralympic là Liz Hartel, một vận động viên đua ngựa người Đan Mạch. Liz đã mắc bệnh bại liệt vào năm 1943 và giành huy chương bạc ở bộ môn huấn luyện ngựa (dressage).
Cuộc thi thể thao đầu tiên được tổ chức dành cho vận động viên khuyết tật diễn ra trùng với Thế vận hội Olympic là vào ngày khai mạc Olympic Mùa hè 1948 tại Luân Đôn. Tiến sĩ Ludwig Guttmann giám đốc bệnh viện Stoke Mandeville đã tổ chức một cuộc thi thể thao cho các bệnh nhân là cựu chiến binh người Anh trong Chiến tranh thế giới thứ hai bị chấn thương tủy sống. Những cuộc thi đầu tiên được gọi là Cuộc thi Xe lăn Quốc tế 1948 và được dự định tổ chức cùng lúc với Olympic 1948  Mục tiêu của tiến sĩ Guttmann là tạo ra một cuộc thi thể thao ưu tú cho người khuyết tật có thể sánh ngang với Thế vận hội Olympic  Cuộc thi được tổ chức lần tiếp theo tại cùng một địa điểm vào năm 1952, và những cựu chiến binh Hà Lan đã tham gia cùng với người Anh. Đây là cuộc thi đấu nhân đạo mang tính quốc tế đầu tiên diễn ra. Những cuộc thi bắt nguồn từ sớm này, còn được gọi là Cuộc thi Stoke Mandeville, được xem như tiền thân của Thế vận hội Paralympic.

### Các mốc lịch sử
Đã có một số mốc quan trọng trong phong trào Paralympic. Kì Paralympic chính thức đầu tiên không còn tổ chức riêng cho cựu chiến binh được tổ chức tại Roma vào năm 1960, thu hút 400 vận động viên từ 23 quốc gia thi đấu. Các nội dung thi đấu chỉ dành cho vận động viên ngồi xe lăn.  Tại Paralympic Mùa hè 1976, lần đầu tiên các vận động viên với nhiều dạng khuyết tật khác nhau đã được phép tham gia. Với sự gia tăng nhiều loại khuyết tật được phép tham gia trong bảng phân loại, Paralympic Mùa hè 1976 có số vận động viên lên đến 1.600 từ 40 quốc gia khác nhau. Paralympic Mùa hè 1988 tại Seoul, Hàn Quốc là một mốc quan trọng khác đối với phong trào Paralympic. Seoul là nơi Paralympic Mùa hè được tổ chức ngay sau Olympic Mùa hè, cùng được đăng cai tại một thành phố, cùng sử dụng các thiết bị và tiện ích vật chất như nhau. Điều này đã trở thành một tiền lệ và tiếp tục diễn ra vào năm 1992 và 1996. Việc tổ chức này cuối cùng đã được chính thức hóa qua một thỏa thuận giữa Ủy ban Paralympic quốc tế (IPC) và Ủy ban Olympic Quốc tế (IOC) vào năm 2001. Paralympic Mùa đông 1992 là kì Paralympic Mùa đông đầu tiên sử dụng cùng tiện ích cơ sở vật chất như Olympic mùa đông. Từ năm 1960, Thế vận hội Paralympic diễn ra vào cùng năm với Thế vận hội Olympic.

### Thế vận hội Mùa đông

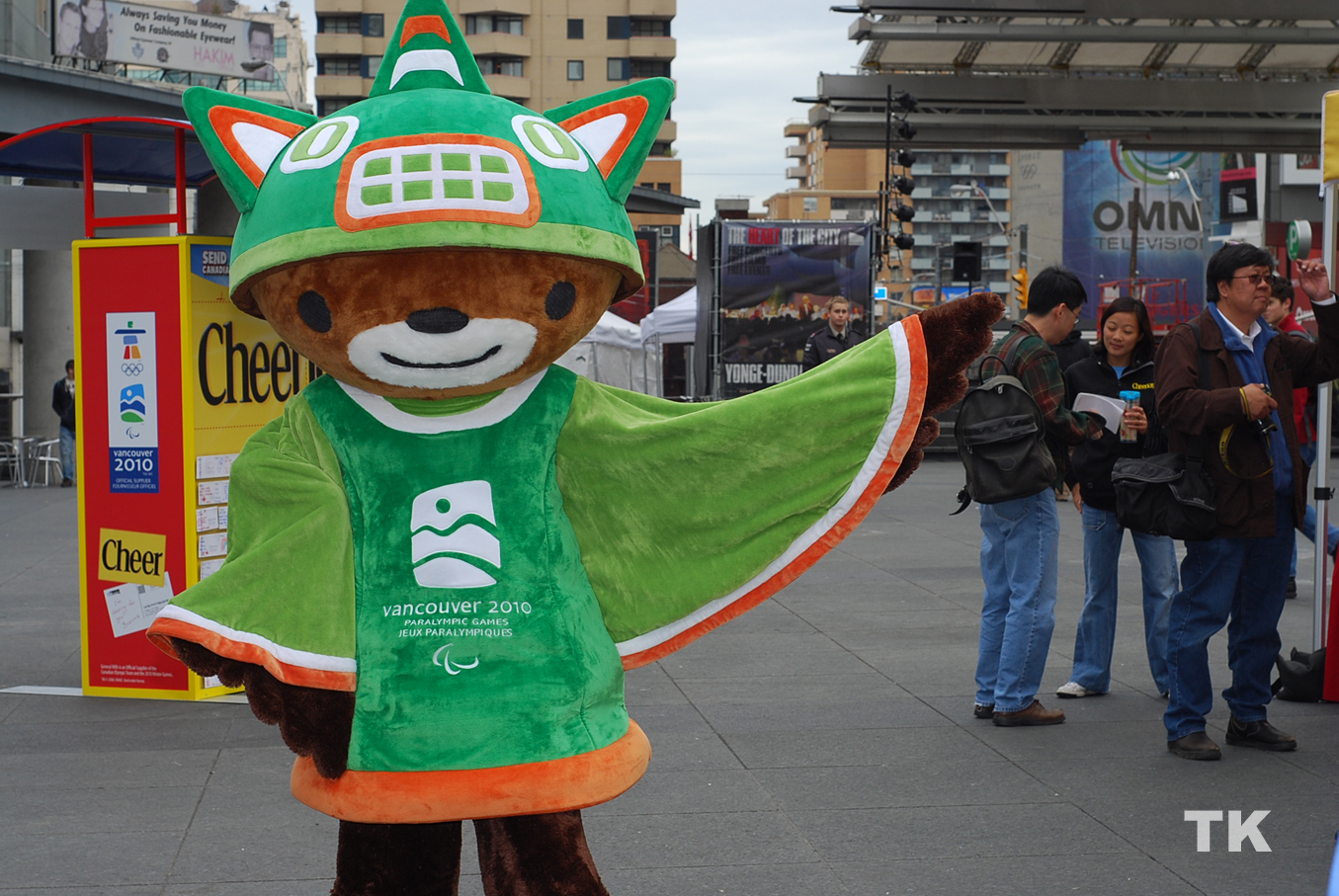
Sumi, linh vật của Thế vận hội Paralympic Mùa đông 2010.

Thế vận hội Paralympic Mùa đông đầu tiên diễn ra vào năm 1976 tại Örnsköldsvik, Thụy Điển. Đây là Paralympic đầu tiên mà nhiều loại vận động viên khuyết tật có thể tham gia thi đấu. Paralympic Mùa đông được tổ chức bốn năm một lần vào cùng năm với Paralympic Mùa hè, tương tự như ở Thế vận hội Olympic. Truyền thống này được duy trì cho đến Paralympic Mùa đông 1992 tại Albertville, Pháp; sau thời điểm đó cho đến nay, Paralympic Mùa đông và Olympic Mùa đông được tổ chức vào những năm chẵn và cách 2 năm so với Thế vận hội Mùa hè.

### Thế vận hội gần đây
Các môn thi đấu ở Paralympic được xây dựng nên nhằm nhấn mạnh thành tích thể thao của người tham gia chứ không phải khuyết tật của họ.  Phong trào phát triển đáng kể từ những ngày đầu thành lập - điển hình như số lượng vận động viên tham gia đã tăng từ 400 vận động viên tại Paralympic Mùa hè 1960 ở Roma đến hơn 3.900 vận động viên từ 146 quốc gia tại sự kiện 2008 ở Bắc Kinh. Thế vận hội Paralympic Mùa hè và Mùa đông được công nhận trên trường quốc tế. Paralympics không còn là sự kiện tổ chức duy nhất dành cho các cựu chiến binh Anh hoặc cho các vận động viên xe lăn, mà dành cho tất cả các vận động viên ưu tú với nhiều dạng khuyết tật từ khắp mọi nơi trên thế giới.

## Ủy ban Paralympic Quốc tế

### Giai đoạn 1964-1989

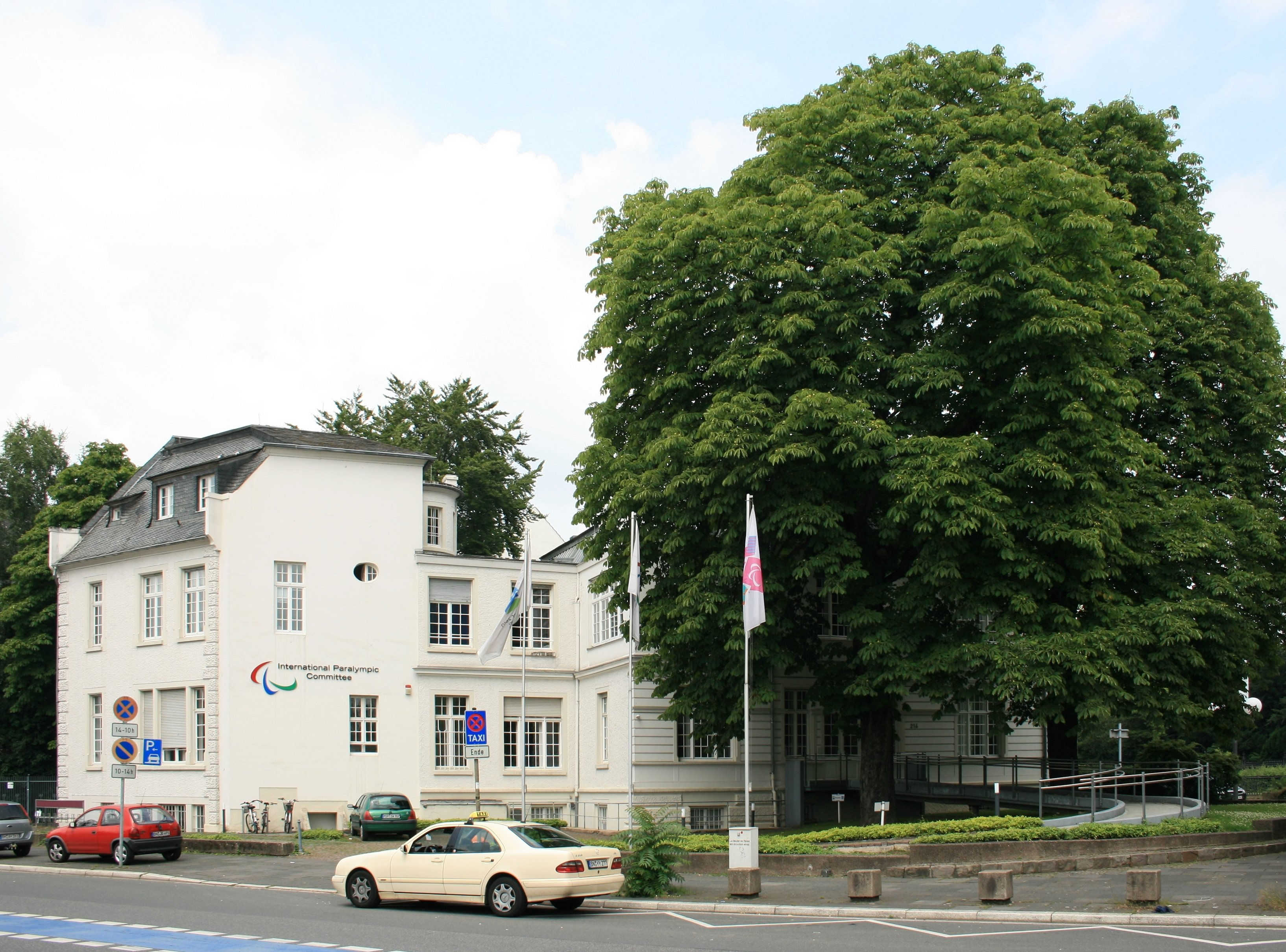
Trụ sở của Ủy ban Paralympic Quốc tế tại Bonn, Đức.

Tổ chức đầu tiên phục vụ những cải cách tiến bộ tạo cơ hội để người khuyết tật tham gia thể thao là Tổ chức Thể thao Quốc tế dành cho Người khuyết tật (ISOD), được thành lập vào năm 1964. Những người sáng lập của tổ chức này dự định nó sẽ là một cơ quan điều hành thể thao khuyết tật, đóng vai trò như Ủy ban Quốc tế Olympic đối với Thế vận hội Olympic. Tổ chức này sau cùng trở thành Ủy ban Điều phối Quốc tế của Tổ chức Thể thao Thế giới cho Người khuyết tật (ICC), thành lập vào năm 1982. ICC có nhiệm vụ vận động cho quyền lợi của vận động viên khuyết tật trước Ủy ban OIympic Quốc tế. Sau khi các nỗ lực hợp tác giữa ICC và Ủy ban Olympic Quốc tế thành công tốt đẹp tại Paralympic Seoul, ICC xác định cần thiết phải mở rộng và tăng thêm đại diện tham dự từ tất cả các quốc gia có chương trình thể thao dành cho người khuyết tật. Họ cũng cho rằng cần thiết tăng cường số lượng các vận động viên tham dự theo những quyết định của cơ quan quản lý Paralympic. Do đó cơ quan này được tổ chức lại thành Ủy ban Paralympic Quốc tế (IPC) vào năm 1989.

### Từ 1989 đến nay

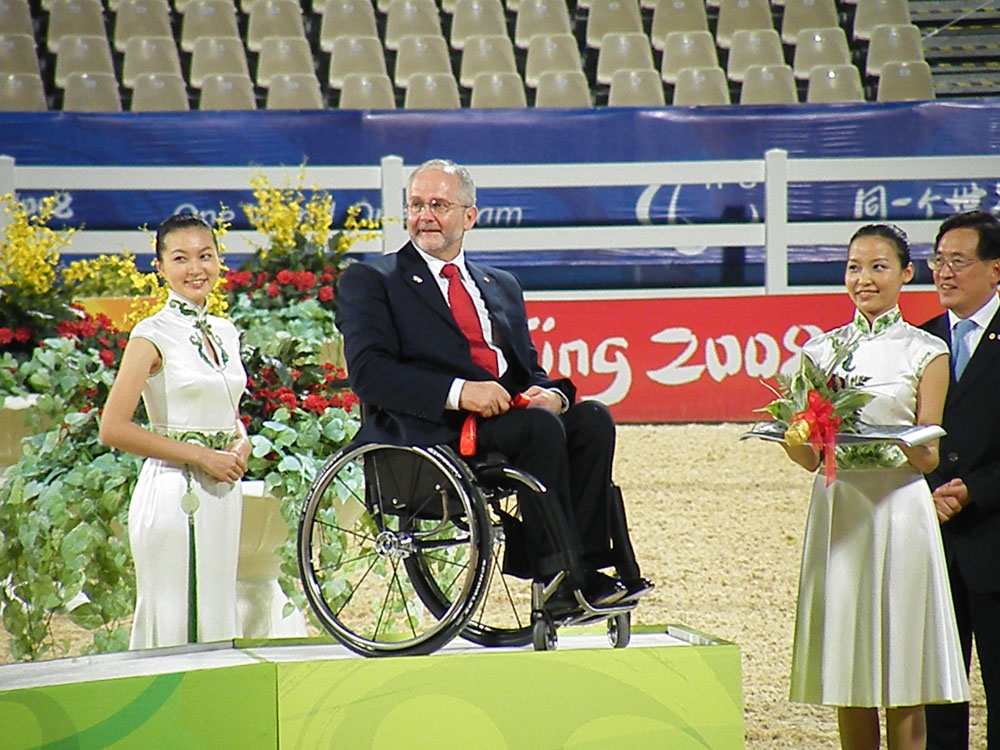
Philip Craven, chủ tịch Ủy ban Paralympic Quốc tế, tại Paralympic Bắc Kinh 2008.

Ủy ban Paralympic Quốc tế là cơ quan quản lý toàn cầu của phong trào Paralympic. Ủy ban này bao gồm 165 Ủy ban Paralympic quốc gia (NPC) và bốn liên đòa thể thao quốc tế dành cho người khuyết tật. Chủ tịch Ủy ban Paralympic Quốc tế là Philip Craven, một cựu vận động viên Paralympic từ Anh quốc. Ngoài ra, Craven còn là một thành viên của Ủy ban Olympic Quốc tế. Với trụ sở quốc tế đặt tại Bonn, Đức, Ủy ban Paralympic Quốc tế chịu trách nhiệm tổ chức Thế vận hội Paralympic Mùa hè và Mùa đông, ngoài ra còn tham gia vào Liên đoàn Thể thao Quốc tế ở 9 bộ môn. Điều này đòi hỏi Ủy ban Paralympic Quốc tế phải giám sát và phối hợp các Giải vô địch Thế giới và những cuộc thi khác cho 9 bộ môn đó. Đặt dưới thẩm quyền của Ủy ban Paralympic Quốc tế là một số lượng lớn các liên đoàn và tổ chức thể thao quốc gia và quốc tế. Ủy ban Paralympic Quốc tế cũng công nhận các đối tác phương tiện truyền thông, chính quyền xác nhận, thẩm tra, và chịu trách nhiệm thi hành quy chế của Hiến chương Paralympic.
Ủy ban Paralympic Quốc tế có quan hệ hợp tác với Ủy ban Olympic Quốc tế. Các đại biểu của Ủy ban Paralympic Quốc tế còn là thành viên đồng thời tham gia vào ủy thác và nhiệm vụ của Ủy ban Olympic Quốc tế. Với hai Thế vận hội riêng, hai cơ quan quản lý vẫn còn điểm khác biệt, mặc dù mối quan hệ làm việc gần gũi nhau.

## Tên gọi và biểu tượng

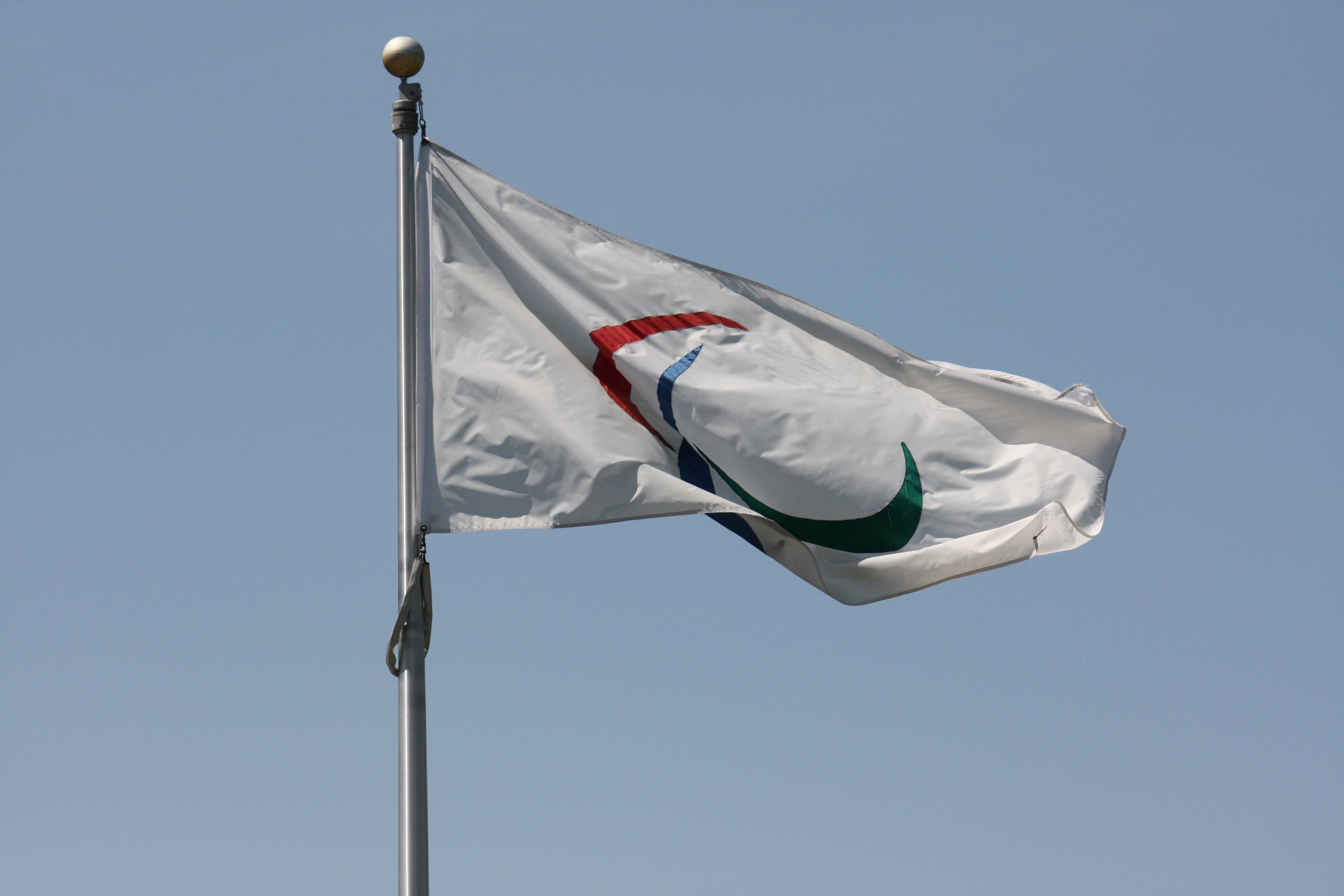
Cờ Paralympic với ba đường cong ba màu trên nền trắng.

Nguồn gốc của tên gọi "Paralympic" vốn không rõ ràng. Tên gọi ban đầu được đặt ra như một sự kết hợp giữa từ "paraplegic"và "Olympic". Nhưng việc thêm vào nhiều nhóm khuyết tật khác làm cho giải thích này không phù hợp. Giải thích chính thức hiện nay cho tên gọi này là nó có nguồn gốc từ giới từ tiếng Hy Lạp: παρά (bên cạnh, kề bên) và do tên gọi đề cập đến một cuộc thi được tổ chức song song với Thế vận hội Olympic. Thế vận hội Paralympic Mùa hè 1988 tổ chức tại Seoul là lần đầu tiên thuật ngữ "Paralympic" được đưa vào sử dụng chính thức.
"Tinh thần vận động" là phương châm của phong trào Paralympic. Biểu tượng của Paralympic gồm ba màu: đỏ, xanh dương và xanh lá cây, đó là những màu sắc đại diện được sử dụng rộng rãi nhất trong quốc kì của các quốc gia. Mỗi màu sắc được thiết kế với hình dạng của một Agito (trong tiếng Latinh có nghĩa là "Tôi vận động"). Ba vòng tròn Agitos vòng quanh một điểm trung tâm chính là biểu tượng cho các vận động viên từ mọi nơi trên thế giới tụ họp lại. Phương châm và biểu tượng của Ủy ban Paralympic Quốc tế đã thay đổi vào năm 2003 trở thành phiên bản hiện nay. Sự thay đổi này được nhằm truyền tải ý tưởng rằng các vận động viên Paralympic có một tinh thần thi đấu và Ủy ban Paralympic Quốc tế là một tổ chức nhận ra tiềm năng của cuộc thi và đang cố vận động tiến về trước, nỗ lực để đạt được điều đó. Quan điểm của Ủy ban Paralympic Quốc tế là, "Giúp các vận động viên Paralympic có thể trải nghiệm được sự tuyệt vời của thể thao, đồng thời qua đó truyền cảm hứng và kích động thế giới. " Bài quốc ca của Paralympic là "Hymn de l'Avenir" hay còn gọi là "Quốc ca của tương lai". Bài hát do Thierry Darnis sáng tác và được thông qua để trở thành bài quốc ca chính thức vào tháng 3 năm 1996.

## Các buổi lễ

### Khai mạc

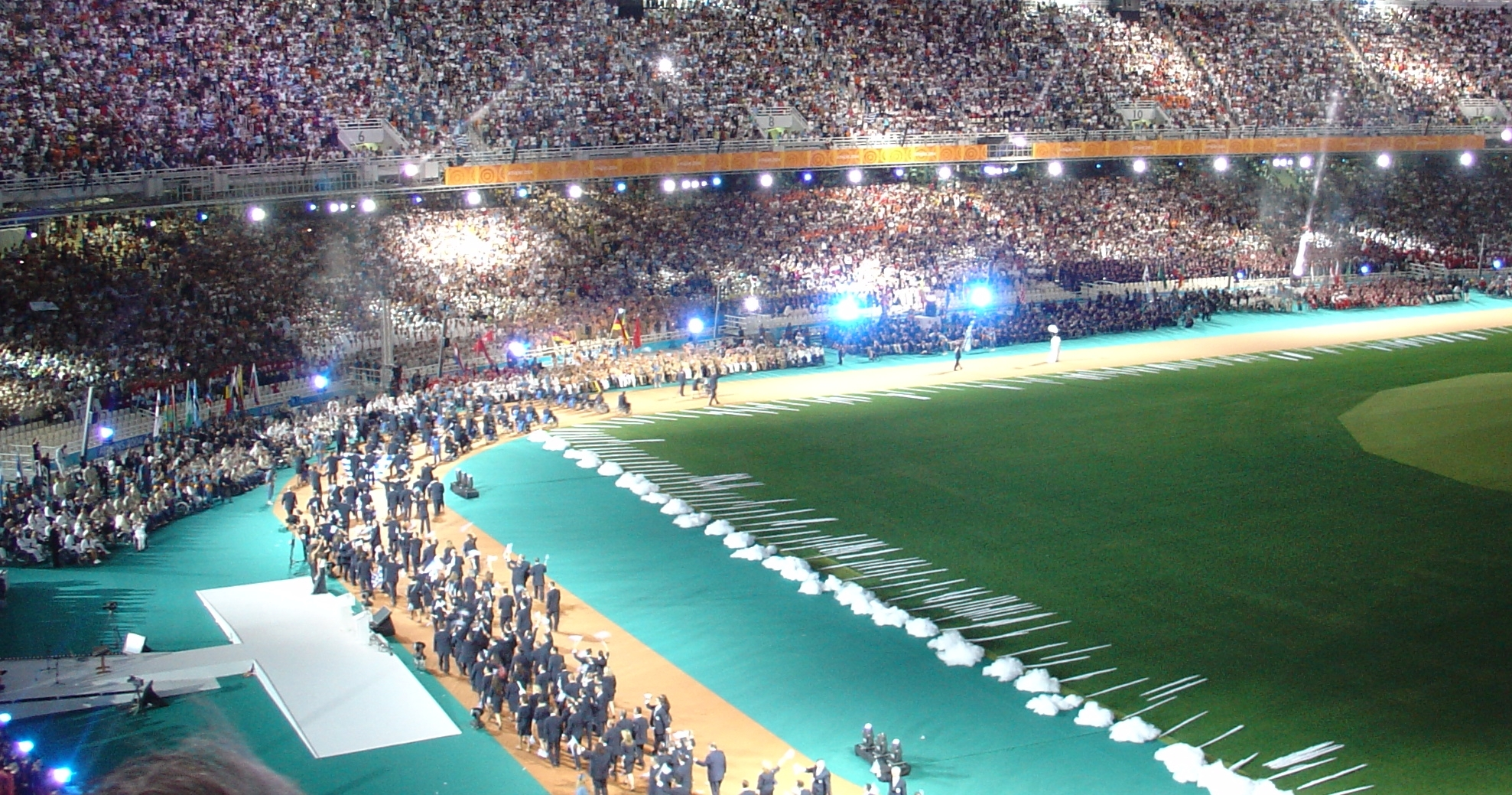
Cảnh buổi lễ khai mạc Paralympic Mùa hè 2004 tại Athena.

Theo quy định của Điều lệ Paralympic, có nhiều yếu tố khác nhau góp phần dựng nên lễ khai mạc Thế vận hội Paralympic. Hầu hết các nghi lễ đã được thành lập trong kì Olympic Mùa hè 1920 tại Antwerp. Buổi lễ thường bắt đầu với màn kéo cờ và trình bày bài quốc ca của nước chủ nhà. Sau đó nước chủ nhà sẽ có những màn biểu diễn nghệ thuật về âm nhạc, ca hát, khiêu vũ và phần trình bày tiêu biểu mang tính đại diện cho nền văn hóa của quốc gia.
Sau các phần trình diễn nghệ thuật của buổi lễ là đến cuộc diễu hành vào sân vận động của các nhóm vận động viên theo từng quốc gia, dựa trên thứ tự trong bảng chữ cái theo ngôn ngữ mà nước chủ nhà đã chọn. Đoàn vận động viên của nước chủ nhà sẽ tiến vào sân vận động sau cùng. Bài diễn văn được đọc, kết thúc bằng phần tuyên bố Thế vận hội Paralympic chính thức khai mạc. Cuối cùng, ngọn đuốc Paralympic được đưa vào sân vận động và chuyền cho tới khi nó đến tay người rước đuốc cuối cùng—thường là một vận động viên Paralympic thuộc nước chủ nhà—người sẽ thắp sáng ngọn lửa Paralympic trên chiếc vạc đặt tại sân vận động.

### Bế mạc
Lễ bế mạc Thế vận hội Paralympic diễn ra sau khi tất cả các cuộc thi đấu kết thúc. Người đại diện của từng quốc gia tham dự mang quốc kỳ lần lượt tiến vào sân vận động, theo sau là các vận động viên và không hề có bất kỳ sự phân biệt quốc gia nào. Cờ Paralympic được kéo xuống. Cờ của nước đăng cai Paralympic Mùa hè hoặc Mùa Đông tới được kéo lên cùng lúc bài quốc ca tương ứng cất lên. Thế vận hội chính thức khép lại và ngọn lửa Paralympic được dập tắt. Sau những nghi thức bắt buộc, nước chủ nhà sắp tới giới thiệu ngắn gọn về quốc gia của họ qua màn biểu diễn nghệ thuật múa và phần trình bày thể hiện nền văn hóa quốc gia.

### Trao tặng huy chương

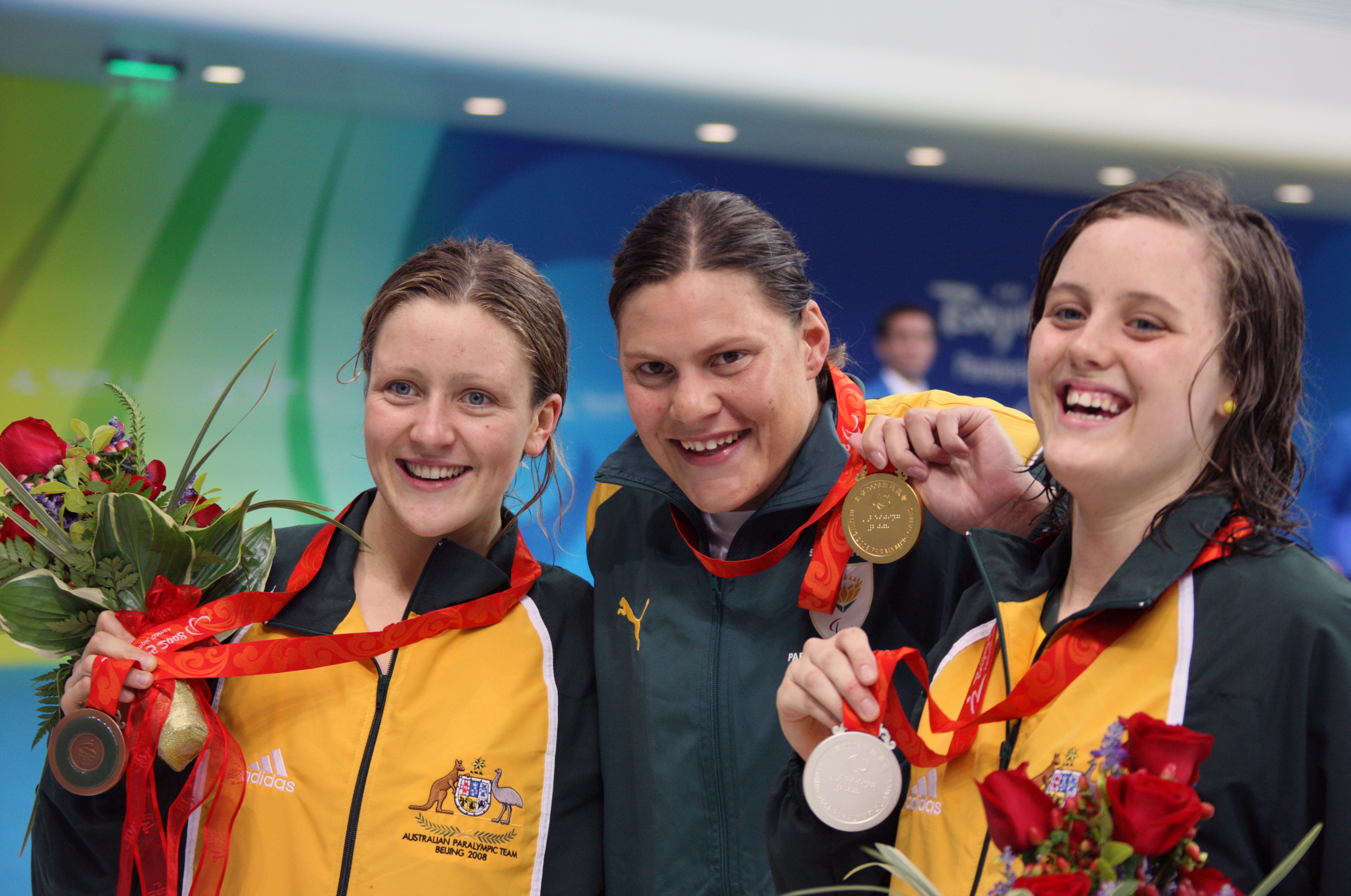
Natalie du Toit (giữa), huy chương vàng 100m bơi bướm S9 tại Thế vận hội Người khuyết tật 2008. Dù chân trái bị cưa từ năm 17 tuổi, cô đã đoạt tổng cộng 13 huy chương vàng về bơi lội qua 3 kỳ Paralympic 2004, 2008 và 2012.

Buổi lễ trao tặng huy chương được tổ chức sau mỗi sự kiện thể thao Paralympic kết thúc. Người hoặc đội chiến thắng với thành tích cao nhất, nhì và ba đứng trên bục ba tầng và được trao tặng huy chương tương ứng. Sau khi thành viên ban tổ chức đem huy chương ra, cờ quốc gia đại diện cho ba thành phần đoạt huy chương được kéo lên trong khi bài quốc ca của quốc gia sở hữu huy chương vàng vang lên. Những công dân tình nguyện của nước đăng cai đóng vai trò là những chủ nhà trong các buổi lễ trao huy chương, họ trợ giúp ủy viên trao tặng huy chương và là người cầm cờ. Với mỗi sự kiện thể thao Paralympic đều có lễ trao tặng huy chương tương ứng, hầu hết diễn ra vào một ngày sau cuộc thi đấu cuối cùng.

## Bình đẳng

### Mối liên hệ với Thế vận hội Olympic

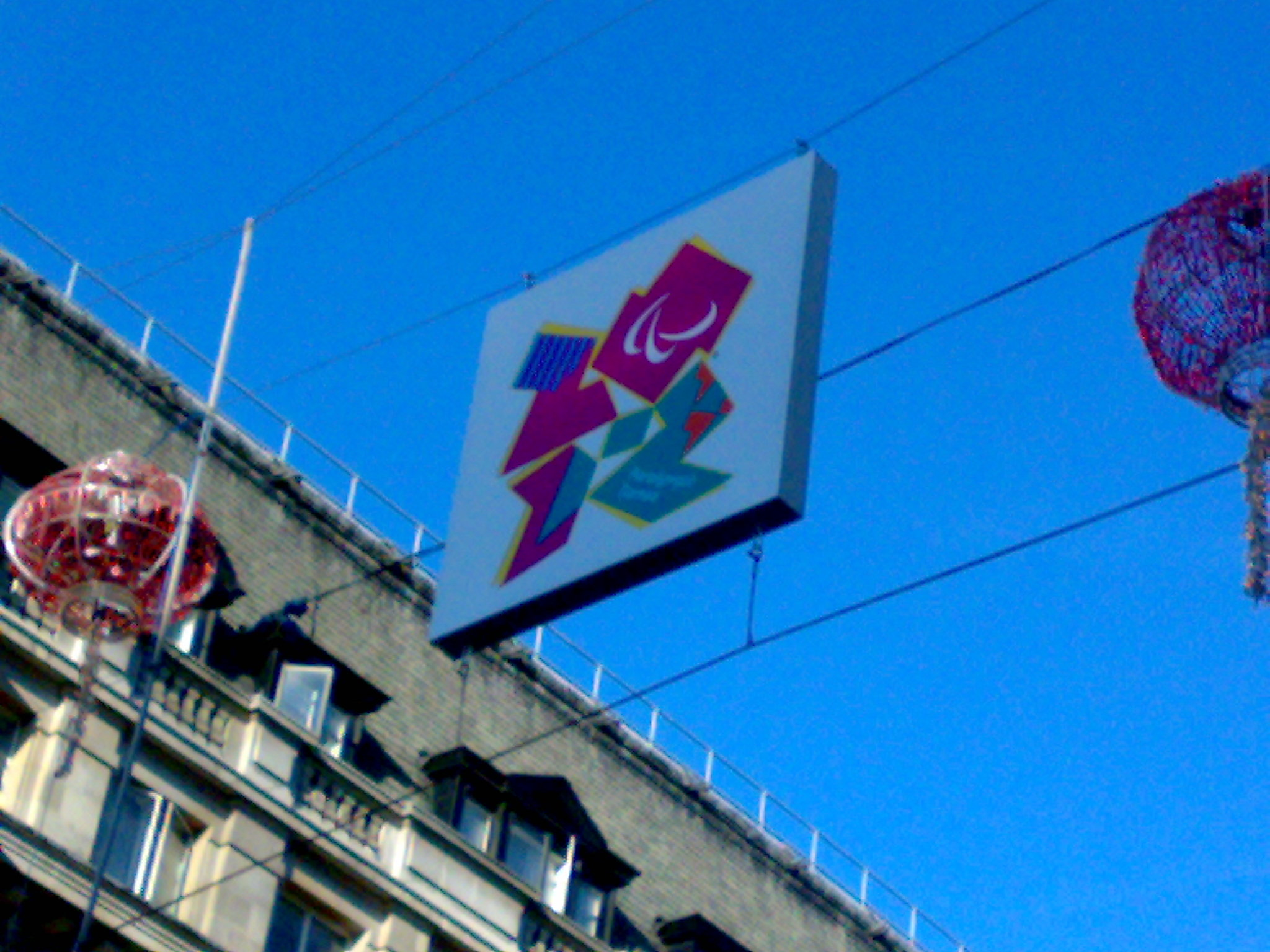
Biểu tượng Paralympic 2012 tại giao lộ Oxford Circus ở Anh.

Năm 2001 Ủy ban Olympic Quốc tế (IOC) và Ủy ban Paralympic quốc tế (IPC) đã ký một thỏa thuận đảm bảo rằng các thành phố chủ nhà sẽ nhận nhiệm vụ giao ước trên giấy tờ là quản lý cả Olympic và Paralympic. Thoả thuận này vẫn có hiệu lực cho đến khi Thế vận hội Mùa hè 2012. Thỏa thuận sẽ được mở rộng cho Thế vận hội mùa Đông 2014 và Olympic mùa hè 2016.
Ủy ban Olympic Quốc tế đã viết cam kết trong Hiến chương là cho phép mọi người đều có quyền tham gia thi đấu bình đẳng. Hiến chương nêu rõ:
| “ | Luyện tập thể thao là quyền của con người. Mỗi cá nhân phải có khả năng thực hành thể thao mà không có bất cứ sự phân biệt nào theo tinh thần Olympic. Điều này đòi hỏi sự hiểu biết lẫn nhau với tinh thần hữu nghị, đoàn kết và công bằng.... Mọi hình thức phân biệt đối xử đối với một quốc gia hoặc một con người dựa trên cơ sở chủng tộc, tôn giáo, chính trị, giới tính hoặc khía cạnh nào khác đều không phù hợp với Phong trào Olympic. | ” |

Trong khi đó, Hiến chương không nhắc đến việc phân biệt đối xử đặc biệt liên quan đến người khuyết tật. Điều này cho thấy có thể sự phân biệt đối xử về khả năng của người khuyết tật có xu hướng đi ngược lại lại những lý tưởng của Hiến chương Olympic và Ủy ban Olympic Quốc tế. Trong Hiến chương Paralympic nghiêm cấm việc phân biệt đối xử trên cơ sở chính trị, tôn giáo, khuyết tật, kinh tế, giới tính, khuynh hướng tình dục hoặc những lý do chủng tộc.
Chủ tịch ban tổ chức Luân Đôn, Lord Coe, đã nói về Paralympic Mùa hè 2012 và Olympic Mùa hè 2012 ở Luân Đôn rằng:
| “ | Chúng tôi muốn thay đổi thái độ của công chúng đối với người khuyết tật, tôn vinh sự tuyệt vời của thể thao Paralympic, đồng thời từ đầu đã trân trọng quan điểm rằng cả hai sự kiện Thế vận hội Olympic và Paralympic là một thể thống nhất. | ” |

### Vận động viên Paralympic tại Olympic

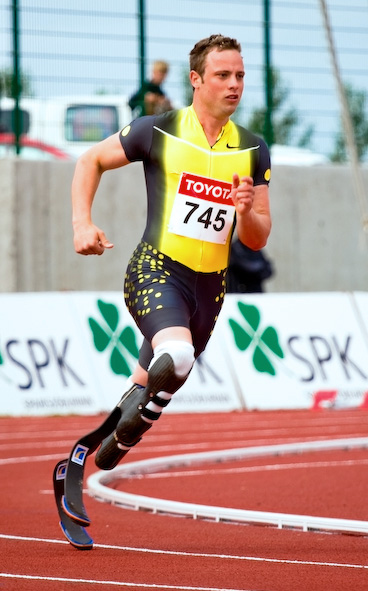
Oscar Pistorius trên vòng đua vào ngày 8 tháng 7 năm 2007. Anh sử dụng hai chân giả để tham gia thi đấu.

Các vận động viên Paralympic tìm kiếm cơ hội bình đẳng để tranh tài tại Thế vận hội Olympic. Tiền lệ này đã được Neroli Fairhall, một cung thủ Paralympic từ New Zealand, thiết lập nên. Neroli đã thi đấu tại Olympic mùa hè 1984 tại Los Angeles. Năm 2008, Oscar Pistorius, một vận động viên môn chạy nước rút đến từ Nam Phi đã cố gắng để hội đủ tư cách tham dự Thế vận hội Olympic mùa hè 2008. Pistorius bị cụt cả hai chân từ đầu gối trở xuống và tham gia cuộc đua với hai thanh thiết bị sợi carbon bổ trợ. Anh người giữ kỉ lục ở nội dung chạy cự ly 100, 200, và 400 mét tại Paralympic. Năm 2007, Pistorius thi đấu tại vòng đua quốc tế dành cho người không tàn tật, sau đó Liên đoàn Điền kinh Quốc tế (International Association of Athletics Federations, viết tắt IAAF) đã cấm sử dụng bất kỳ thiết bị kỹ thuật có kèm theo "... lò xo, bánh xe hoặc bất kỳ yếu tố khác có thể đem lại cho người dùng lợi thế so với những vận động viên không sử dụng thiết bị." Điều mà các vận động viên và Liên đoàn quan tâm là thiết bị hỗ trợ của Pistorius đem lại cho anh một lợi thế không công bằng. Liên đoàn sau đó đã phán quyết rằng Pistorius không đủ điều kiện tham gia Olympic Mùa hè 2008. Tòa án Trọng tài Thể thao (CAS) bác bỏ phán quyết của Liên đoàn vì đã không cung cấp đầy đủ bằng chứng khoa học chứng minh những chân giả của Pistorius sẽ đem lại cho anh lợi thế không thích đáng. Do đó, nếu Pistorius đã vượt qua vòng loại của Olympic, anh sẽ được phép tham gia thi đấu. Cơ hội tốt nhất của anh để hội đủ điều kiện tham gia là ở vòng đua cự ly 400 mét. Pistorius thất bại vòng loại Olympic với khoảng cách 0,7 giây. Anh đã thi đấu tại Paralympic Mùa hè 2008 và giành được huy chương vàng ở cự ly 100, 200 và 400 mét chạy nước rút.
Vận động viên không khuyết tật cũng có thể tham gia tại Paralympic: người hướng dẫn thị giác cùng vận động viên khiếm thị là một phần gần gũi và thiết yếu trong cuộc thi. Vận động viên khiếm thị và người hướng dẫn được xem như một đội, và cả hai đều là ứng cử viên giành huy chương.

### Kinh phí trợ cấp

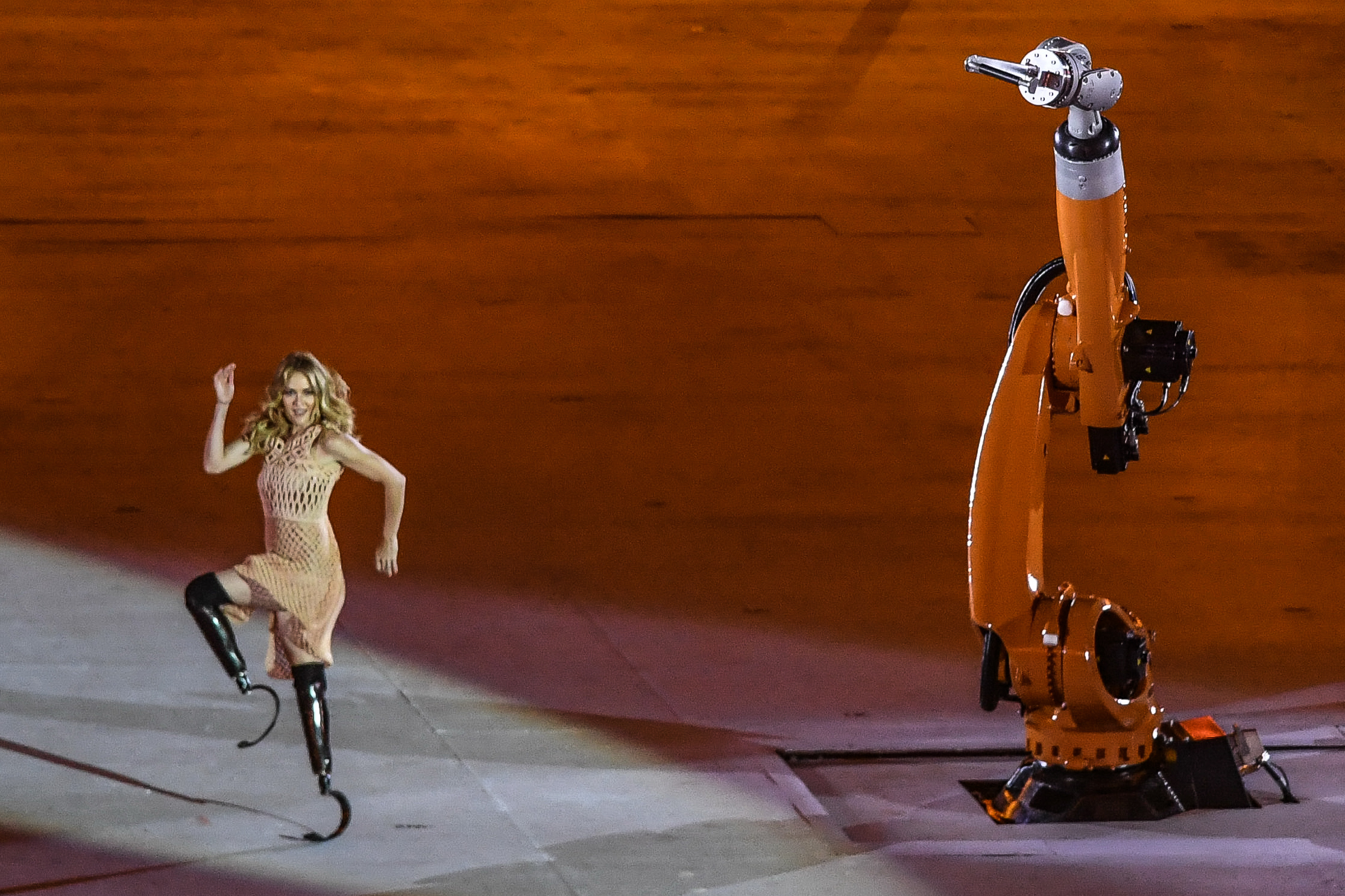
Amy Purdy (bị cưa 2 chân năm 19 tuổi) trong một vũ điệu với một robot tại Lễ khai mạc Thế vận hội dành cho người khuyết tật Mùa hè 2016 tại Rio de Janeiro.

Đã có những lời chỉ trích vì sự bất bình đẳng trong kinh phí trợ cấp cho vận động viên Paralympic so với vận động viên Olympic. Một ví dụ về những lời chỉ trích này là một vụ kiện tụng pháp luật vào năm 2003 của ba vận động viên Paralympic là Tony Iniguez, Scot Hollonbeck và Jacob Heilveil từ Hoa Kỳ. Họ khẳng định Ủy ban Olympic Hoa Kỳ (USOC), trong đó bao gồm các Ủy ban Paralympic Quốc gia, đã cung cấp không đầy đủ kinh phí cho các vận động viên Paralympic Hoa Kỳ. Iniguez trích dẫn một thực tế là USOC thực hiện quyền lợi chăm sóc sức khỏe cho các vận động viên Paralympic với tỉ lệ nhỏ hơn, USOC cung cấp tiền sinh hoạt phí đào tạo hàng quý ít hơn và chi trả giải thưởng tài chính cho các huy chương giành được tại Paralympic thấp hơn. Những người gửi đơn xem đây là một bất lợi cho các vận động viên Paralympic Hoa Kỳ, vì các quốc gia như Canada và Anh hỗ trợ các vận Paralympic và Olympic hầu như ngang nhau. USOC không phủ nhận sự khác biệt trong kinh phí và đưa ra lý luận rằng điều này dựa trên thực tế là sư kiện thể thao này đã không nhận được bất kỳ hỗ trợ tài chính nào từ phía chính phủ. Kết quả là việc tổ chức đã phải dựa vào doanh thu tạo ra thông qua sự phát tán phương tiện truyền thông về các vận động viên tham gia. Những thành công mà các vận động viên Olympic đem lại về doanh thu qua phương tiện truyền thông lớn hơn nhiều so với các vận động viên Paralympic. Vụ kiện đã được tòa án cấp thấp xét xử và quyết định rằng USOC có quyền phân bổ tài chính cho các vận động viên ở những mức độ khác nhau. Vụ kiện được kháng cáo lên Tòa án Tối cao, và vào ngày 6 tháng 9 năm 2008 tòa thông báo sẽ không giải quyết kháng cáo. Tuy nhiên, trong thời gian vụ kiện kéo dài (từ năm 2003 đến năm 2008), các khoản tài trợ USOC cung cấp đã tăng gần ba lần. Trong năm 2008 đã có 11,4 triệu USD được chi cho các vận động viên Paralympic so với năm 2004 là 3 triệu USD.

### Mức độ truyền thông

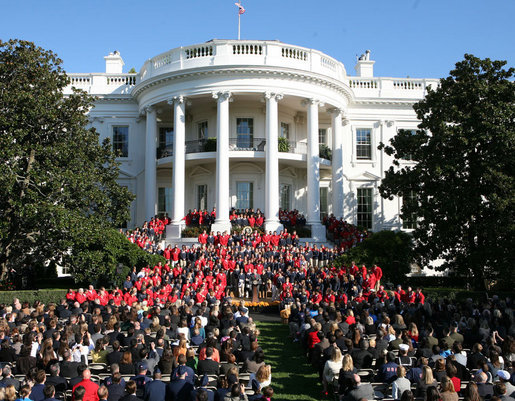
Đội tuyển Olympic và Paralympic Hoa Kỳ 2008 tại Nhà trắng

Thế vận hội Olympic đã và đang trải qua sự phát triển to lớn tầm ảnh hưởng thông qua các loại phương tiện truyền thông toàn cầu kể từ Thế vận hội Mùa hè 1984, trong khi đó, Thế vận hội Paralympic đã không thể duy trì vững chắc việc phát sóng và lan truyền của phương tiện truyền thông quốc tế.
Các đài truyền hình bắt đầu phát sóng Thế vận hội Paralympic vào năm 1976, nhưng phạm vi phát sóng vốn có từ sớm này này đã bị hạn chế thông qua việc phát sóng gián tiếp những bản thu lại, điều này diễn ra tùy theo quốc gia hoặc tùy vùng. Đã từng có quá trình phát sóng trực tiếp 45 giờ tại Paralympic Mùa hè 1992 nhưng chỉ ở châu Âu. Những quốc gia khác phát sóng bản thu lại trong suốt thời gian diễn ra sự kiện. Không có những cải thiện có ý nghĩa trong phạm vi phát sóng xảy ra cho đến Paralympic Mùa hè 2000 ở Sydney.
Thế vận hội Paralympic 2000 tiêu biểu cho sự gia tăng đáng kể về độ lan truyền qua phương tiện truyền thông toàn cầu đối với bản thân sự kiện. Ban tổ chức Paralympic Sydney (SPOC) và All Media Sport (AMS) đã đạt thỏa thuận trong việc phát sóng Thế vận hội Paralympic trên toàn thế giới. Thỏa thuận đã đạt được với châu Á, Nam Mỹ và các công ty truyền hình châu Âu trong việc phát tán thông tin qua phương tiện truyền thông ở càng nhiều thị trường càng tốt. Sự kiện cũng được đã được phát sóng trên trang web lần đầu tiên. Do những hiệu quả tích cực mà Paralympic Sydney đem lại, lượng khán giả toàn cầu ước tính đạt đến 300 triệu người. Một vấn đề quan trọng khác là các nhà tổ chức đã không phải chi trả cho mạng lưới truyền hình trong việc phát sóng sự kiện như đã từng phải làm vào kì 1992 và 1996. Mặc dù những tiến bộ về mối quan tâm của giới truyền thông lâu dài này là do thực hiện theo yêu cầu, một vấn đề đã từng diễn ra ở Anh trong việc phát sóng Paralympic Mùa đông 2010.

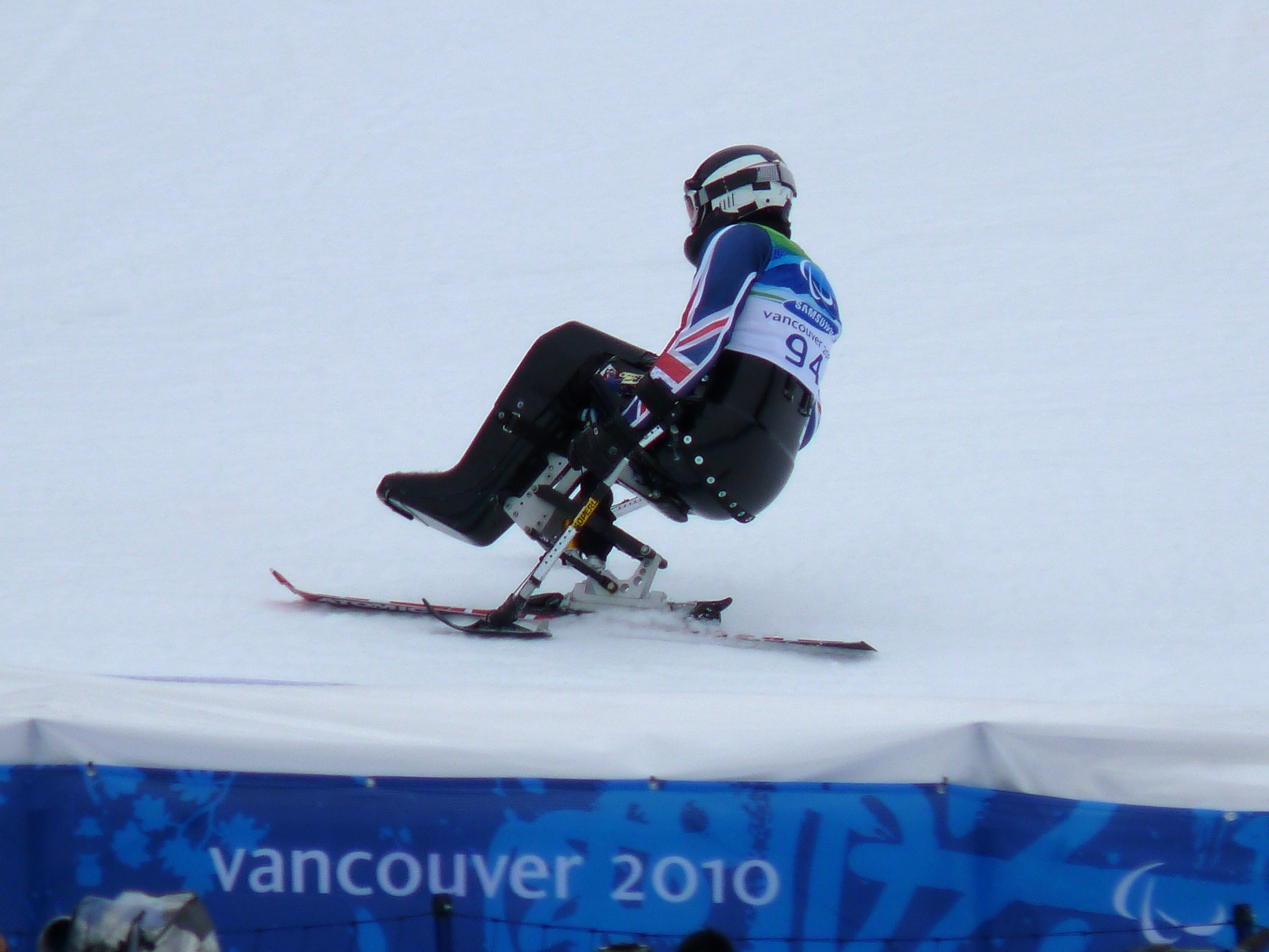
Talan Skeels-Piggins ở bộ môn trượt tuyết đổ đèo trong Paralympic 2010.

Đài BBC đã bị chỉ trích về việc phát sóng quá ít ỏi chương trình Paralympic Mùa đông 2010 so với Olympic Mùa đông 2010. BBC thông báo sẽ đăng tải một số nội dung trên trang web của đài và phát sóng một chương trình tóm gọn những điểm nổi bật nhất với thời lượng một giờ sau khi sự kiện kết thúc. Riêng đối với Olympic Mùa đông, BBC đã phát sóng 160 giờ. Lời giải thích từ BBC là do ngân sách hạn chế và do "yếu tố múi giờ". Việc cắt giảm vẫn được tiến hành bất chấp sự gia tăng tỉ lệ xem của Paralympic Mùa hè 2008 diễn ra trước đó, với lượng khán giả theo dõi ở nước Anh chiếm 23% dân số. Tại Na Uy, đài phát thành truyền hình Na Uy (NRK) đã phát sóng 30 giờ trực tiếp Paralympic Mùa đông 2010. Kênh thể thao của NRK (NRK-sport) đã phê phán bộ phận sản xuất truyền hình từ Vancouver và đã đưa vấn đề này lên Liên hiệp Phát sóng châu Âu (EBU). Trong đó gồm các vấn đề như công chiếu bộ môn phối hợp bắn súng và trượt tuyết băng đồng (biathlon) mà không thấy cảnh bắn súng và chiếu các vận động viên môn trượt tuyết băng đồng từ khoảng cách xa. Điều này gây khó khăn cho việc theo dõi quá trình thi đấu. NRK hài lòng nhiều hơn đối với việc quay và chiếu các cuộc thi ở bộ môn khúc côn cầu trên băng (ice sledge hockey) và đua xe lăn với chất lượng theo NHK đánh giá là tương đương với Thế vận hội Olympic.

## Phân loại

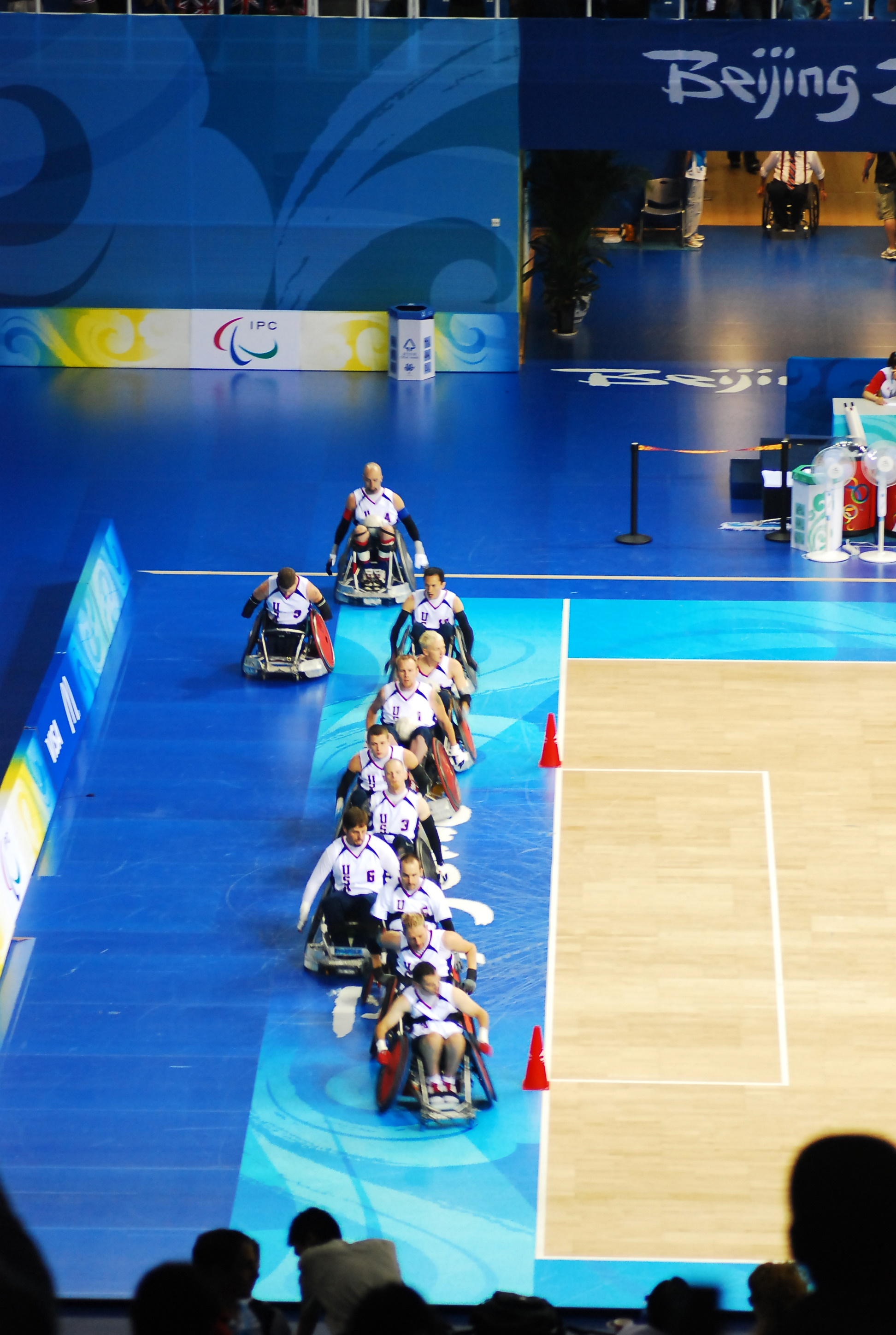
Đội tuyển quốc gia môn bóng bầu dục trên xe lăn của Hoa Kỳ tại Paralympic Bắc Kinh 2008.

Ủy ban Paralympic Quốc tế (IPC) đã phân các thí sinh tham dự thành 6 hạng mục. Trong 6 hạng mục khuyết tật đó, vận động viên được chia thành nhiều hạng mục nhỏ hơn nữa tùy theo mức độ khuyết tật, dựa trên một hệ thống phân loại chức năng khác nhau tùy theo từng môn thể thao.

### Hạng mục
Vận động viên có một trong sáu loại khuyết tật mà Ủy ban Paralympic Quốc tế đã phân ra có thể tham gia Paralympics mặc dù không phải môn thể thao nào cũng dành cho tất cả các loại khuyết tật. Sáu thể loại khuyết tật này áp dụng cho cả hai sự kiện Paralympic Mùa hè và Mùa đông.
- Khuyết chi: vận động viên với ít nhất một chi bị mất mát một phần hoặc toàn bộ.
- Bại não: vận động viên não bị tổn thương không phát triển, ví dụ như bại não, tổn thương não sau chấn thương, đột quỵ hay những khuyết tật tương tự có ảnh hưởng đến kiểm soát cơ bắp, đến cân bằng hoặc phối hợp.
- Khuyết tật trí tuệ: vận động viên có hoạt động trí tuệ bị suy giảm đáng kể và bị hạn chế liên quan đến hành vi ứng xử thích nghi. Đối tượng chủ yếu của Ủy ban Paralympic Quốc tế là các vận động viên khuyết tật thể chất, nhưng nhóm khuyết tật trí tuệ đã được bổ sung vào và được phép tham gia thi đấu một số bộ môn ở Paralympic. Ủy ban Paralympic Quốc tế công nhận Thế vận hội Thế giới Olympic cởi mở đón nhận tất cả những người bị khuyết tật trí tuệ, bất kể ở mức độ nghiêm trọng nào.[3]
- Xe lăn: vận động viên bị chấn thương tủy sống và các khuyết tật khác mà đòi hỏi họ phải thi đấu trên xe lăn.
- Khiếm thị: vận động viên với các loại khiếm thị khác nhau, từ người có tầm nhìn không hoàn toàn cho đến tầm nhìn vừa đủ để được đánh giá mù trên phương diện pháp lý, hoặc bị mù hoàn toàn. Người hướng dẫn thị giác cùng vận động viên khiếm thị là một bộ đôi gắn bó và cần thiết trong các cuộc thi, được xem như một đội và đều là ứng cử viên giành huy chương.[36]
- Các loại khác: vận động viên khuyết tật về thể chất mà không thuộc theo đúng một trong năm loại trên, như bị bệnh còi cọc, bệnh đa xơ cứng hoặc dị tật chi bẩm sinh do thuốc an thần thalidomide gây ra.[44]

### Hệ thống phân loại

#### Phân loại y khoa - từ lúc đầu cho đến những năm 80
Từ khi thành lập cho đến những năm 1980, hệ thống phân loại vận động viên của Paralympic gồm đánh giá về y tế và chẩn đoán suy giảm. Tình trạng y khoa của một vận động viên là yếu tố duy nhất được sử dụng để xác định hạng mục mà họ được phép tham gia thi đấu. Ví dụ, một vận động viên bị tổn thương tủy sống dẫn đến suy nhược chi dưới, sẽ không được thi đấu trong cuộc đua xe lăn giống như một vận động viên với đôi chi dưới cụt đến đầu gối. Thực tế là tình trạng khuyết tật gây ra sự suy yếu tương tự đã không được xem là yếu tố trong việc xác định phân loại, việc xem xét chỉ dựa trên chẩn đoán y tế cá nhân của họ. Mãi cho đến khi quan điểm về vận động viên khuyết tật chấm dứt hình thức chỉ là phục hồi chức năng, hệ thống phân loại đã thay đổi từ chẩn đoán y tế sang tập trung vào các khả năng thiết thực của vận động viên.

#### Phân loại chức năng - sau những năm 80 đến nay

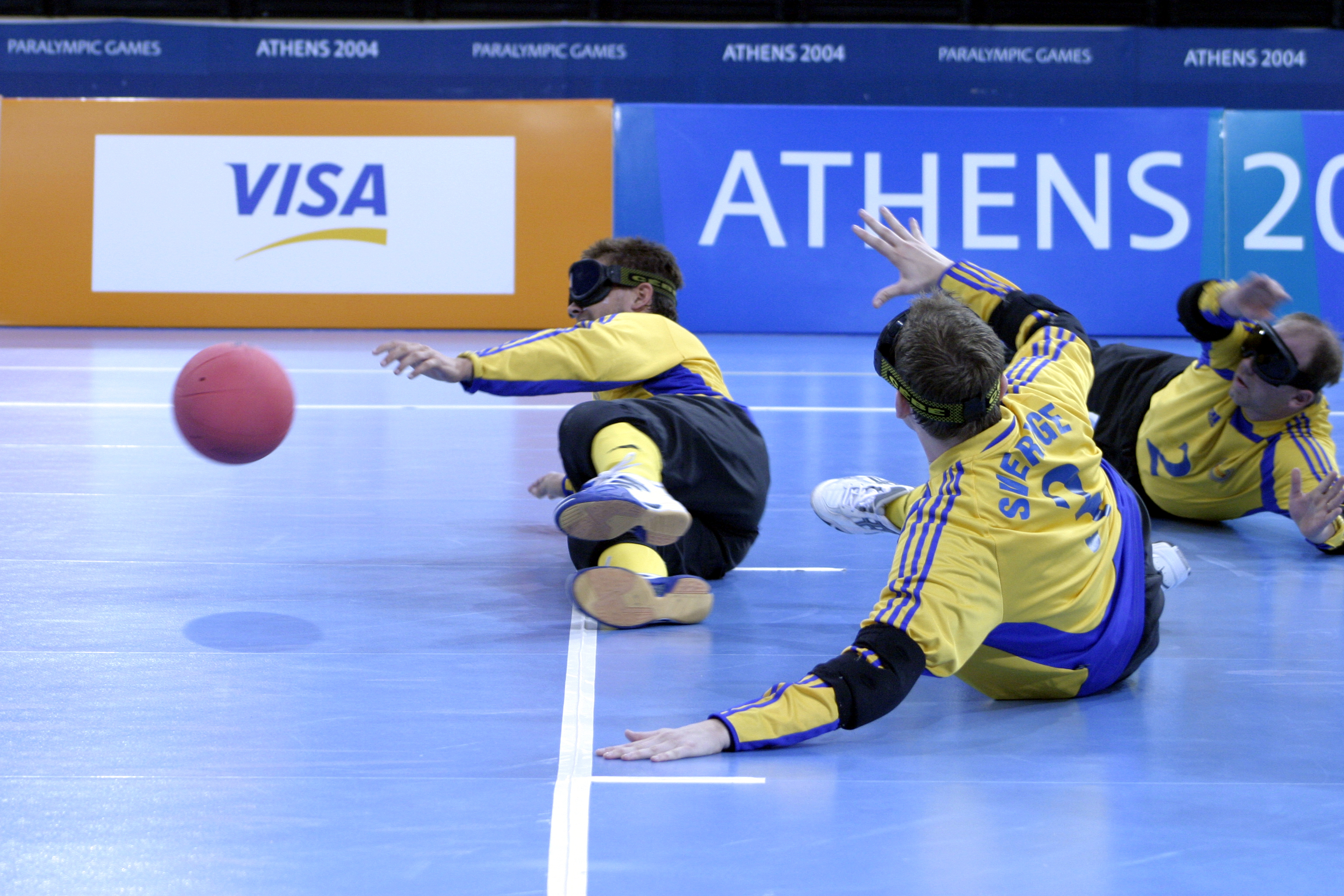
Đội bóng gôn khiếm thị người Thụy Điển thi đấu với kính che mắt tại Paralympic Mùa hè 2004.

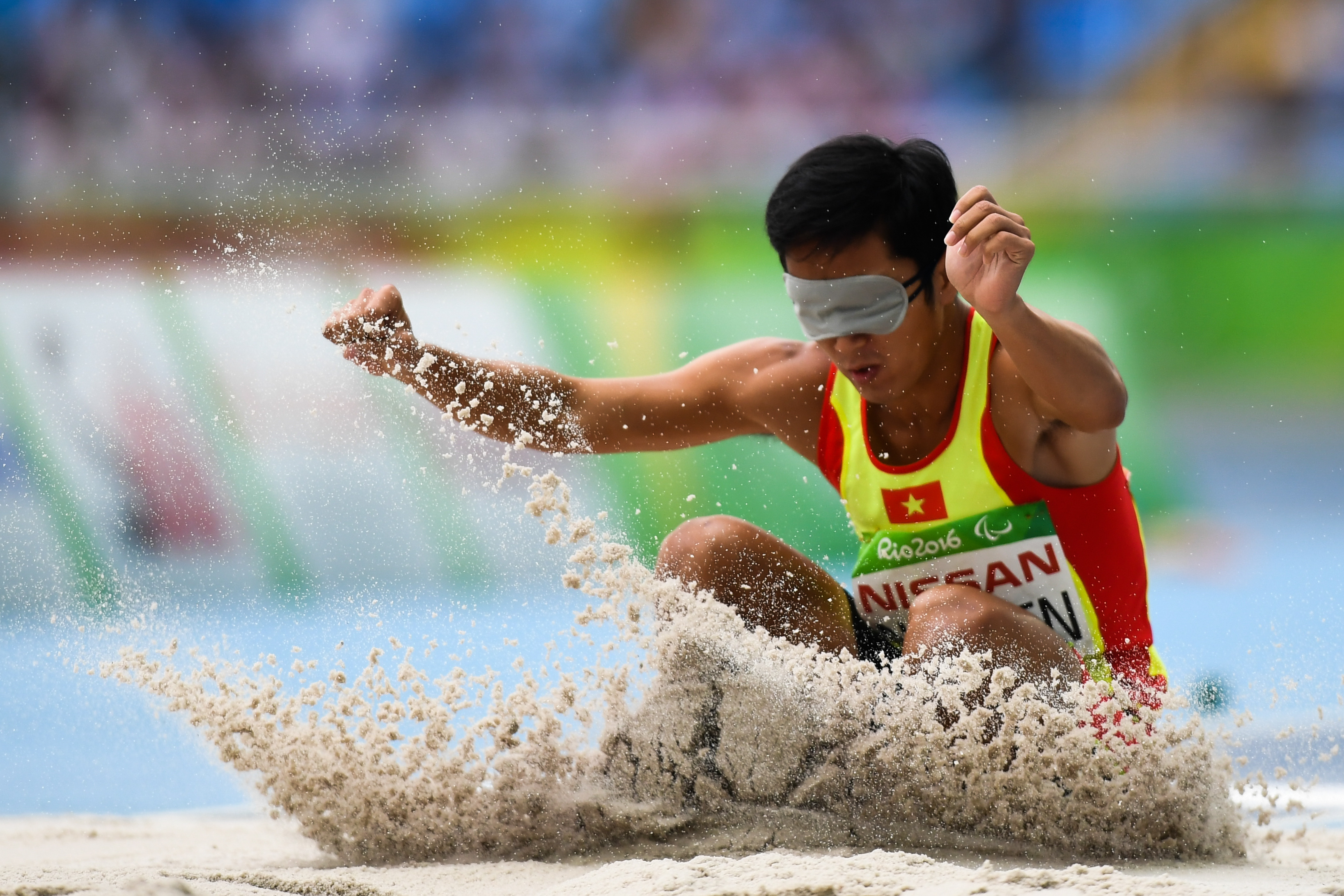
Vận động viên khiếm thị Việt Nam Nguyễn Ngọc Hiệp nhảy xa tại Thế vận hội Người Khuyết tật 2016

Không có số liệu ghi lại rõ ràng về thời điểm các thay đổi xảy ra, tuy nhiên, một hệ thống phân loại chức năng đã trở thành tiêu chuẩn để phân loại vận động viên khuyết tật trong những năm 1980. Hệ thống này tập trung vào vấn đề sự suy giảm chức năng của vận động viên tác động lên khả năng tham gia thi đấu của họ như thế nào. Theo hệ thống này, vận động viên chịu tổn thất toàn bộ chức năng chân sẽ được phép thi đấu tại hầu hết các môn thể thao, bởi chức năng bị mất của chân được xem là như nhau và lý do cho sự tổn thất đó là không đáng kể. Ngoại lệ duy nhất của hệ thống chức năng là cách thức phân loại do Liên đoàn Thể thao Người mù Quốc tế (IBSF0) sử dụng, tuy nhiên Liên đoàn vẫn áp dụng hệ thống phân loại dựa trên xét nghiệm y tế.
Một số môn thể thao chỉ được tổ chức cho một số loại hình khuyết tật riêng. Ví dụ, môn bóng gôn chỉ dành cho các vận động viên khiếm thị. Thế vận hội Paralympic công nhận ba mức độ khác nhau về suy giảm thị lực, do đó tất cả các đối thủ cạnh tranh trong môn bóng gôn phải đeo một tấm che mặt hoặc "mặt nạ màu đen" để lợi thế thi đấu giữa các vận động viên được cân bằng. Những môn thể thao khác như điền kinh cho phép các vận động viên với nhiều loại hình khuyết tật tham dự. Vận động viên tham gia môn điền kinh được chia thành một loạt các hạng mục nhỏ dựa trên loại hình khuyết tật của họ, sau đó các vận động viên được tiếp tục phân ra dựa trên mức độ khuyết tật. Ví dụ: phân loại từ 11 đến 13 là dành cho vận động viên khiếm thị, sắp xếp tùy thuộc vào mức độ suy giảm thị lực của họ. Sau cùng, có những môn thi đấu đồng đội như bóng bầu dục trên xe lăn. Trong thi đấu đồng đội, từng thành viên trong nhóm nhận điểm giá trị dựa trên mức độ khuyết tật của họ. Khả năng thi đấu càng cao thì số điểm cũng cao. Mỗi đội có một giới hạn điểm nhất định, trong đó tổng điểm của những người tham gia trong một thời gian nhất định phải thỏa mãn giới hạn đó. Ví dụ, trong bộ môn bóng bầu dục trên xe lăn, tổng số điểm giá trị khuyết tật của năm người tham gia thi đấu không được vượt quá 8 điểm.

## Thể thao

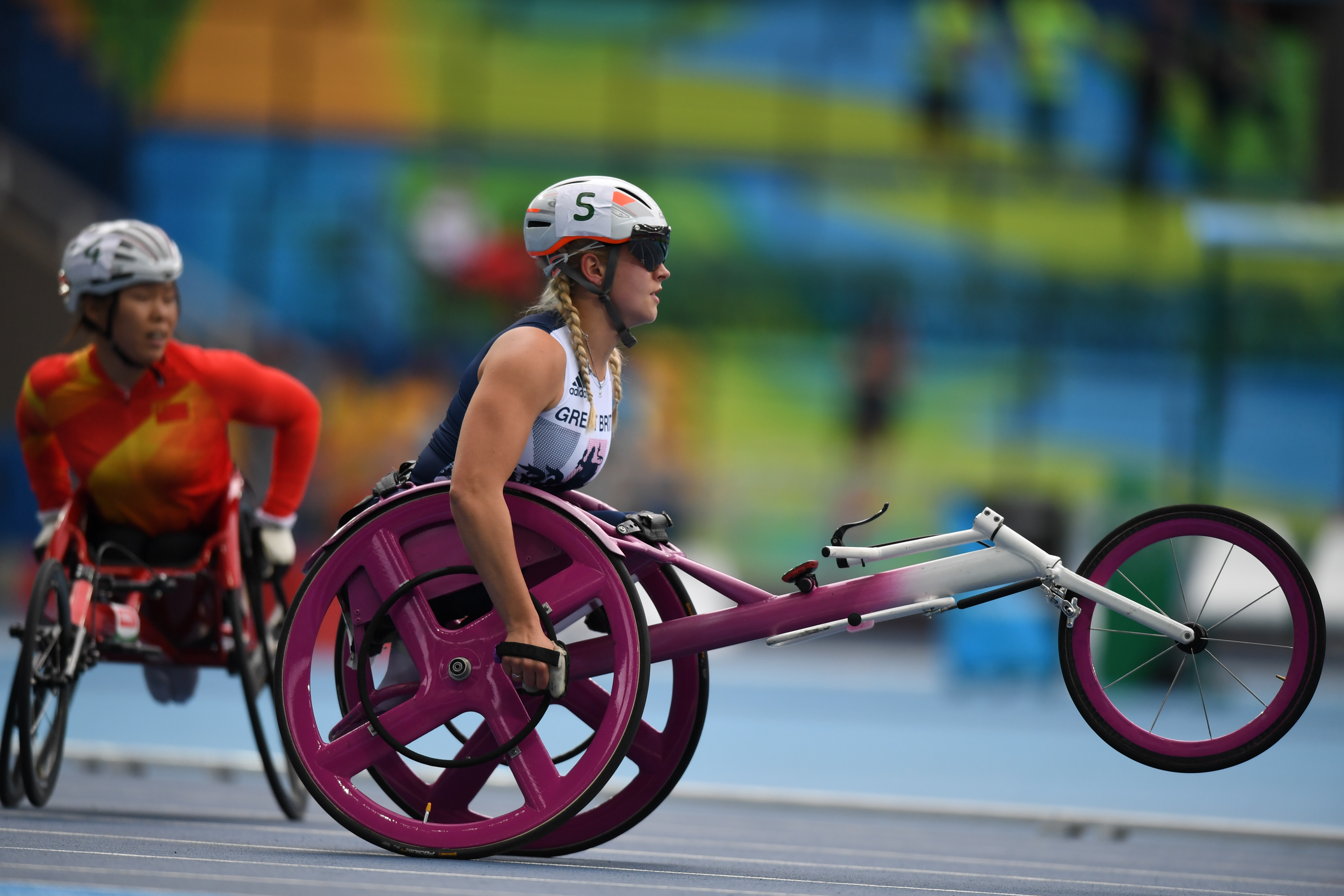
Samantha Kinghorn với chiếc xe lăn màu hồng trên đường đua 100m tại Paralympic 2016. Cô bị tai nạn bão tuyết làm gãy lưng và liệt nửa người năm cô 14 tuổi. Cô từng kể: "Tôi đã nghĩ rằng tôi phải nằm liệt giường mãi mãi. Vì vậy, để sau đó được ngồi vào một chiếc xe lăn là tuyệt vời. Tôi biết điều đó nghe có vẻ lạ, nhưng tôi đã rất vui mừng....Sau đó, không thể tin được là tôi có thể thi đấu trong thể thao trên chiếc xe lăn của mình. Thể thao đã giúp tôi rất nhiều, đã giúp tôi chấp nhận".

Có 20 môn thể thao Paralympic trong chương trình của Paralympic Mùa hè và 5 môn trong chương trình chương trình Paralympic Mùa Đông. Ở một số môn thể thao đặc biệt có nhiều cuộc thi đấu diễn ra. Ví dụ, môn trượt tuyết đổ đèo chia làm hai cuộc đấu, dích dắc và dích dắc lớn. Ủy ban Paralympic Quốc tế quản lý một số môn thể thao nhưng không phải tất cả. Các tổ chức quốc tế khác như Liên đoàn Thể thao Quốc tế (IF), đặc biệt là Liên đoàn Xe lăn Quốc tế, Liên đoàn Thể thao Người cụt (IWAS), Liên đoàn Thể thao Người mù Quốc tế (IBSA) và Hiệp hội Thể thao và Giải Trí Quốc tế cho người Bại não (CP-ISRA) quản lý một số môn thể thao đặc biệt dành cho những nhóm khuyết tật riêng. Liên đoàn Thể thao Quốc tế có nhiều cơ quan trong đó bao gồm Ủy ban Paralympic Quốc gia, chịu trách nhiệm trong công tác tuyển chọn các vận động viên và quản lý những môn thể thao ở cấp quốc gia.

## Gian lận
Những vụ gian lận tai tiếng đã gây thiệt hại cho Thế vận hội Paralympic. Sau khi Paralympic Sydney 2000 kết thúc, một cầu thủ bóng rổ Tây Ban Nha cho rằng một số thành viên của đội bóng rổ khuyết tật trí tuệ đoạt huy chương vàng của Tây Ban Nha là giả dạng. Ông tuyên bố rằng chỉ có hai trong số 12 thành viên của đội bóng đáp ứng được trình độ của một vận động viên khuyết tật trí tuệ. Một vụ tranh cãi đã xảy ra sau đó và ỦY ban Paralympic Quốc tế yêu cầu Ủy ban Paralympic Tây Ban Nha mở một cuộc điều tra. Kết quả điều tra phát hiện một số vận động viên Tây Ban Nha đã qua mặt các nguyên tắc về tư cách tham gia dành cho người khuyết tật trí tuệ. Trong một cuộc phỏng vấn với chủ tịch liên đoàn giám sát các cuộc thi đấu của người khuyết tật trí tuệ, ông Fernando Martin Vicente thừa nhận rằng các vận động viên trên khắp thế giới đã phá vỡ các quy tắc về điều kiện tham gia dành cho loại đối tượng này. Ủy ban Paralympic Quốc tế phản ứng bằng cách bắt đầu một cuộc điều tra nội bộ. Kết quả điều tra xác nhận các vận động viên Tây Ban Nha chỉ viện cớ để vào thi đấu và xác định tình trạng này không chỉ xảy ra ở môn bóng rổ dành cho người khuyết tật trí tuệ, cũng như không chỉ riêng vận động viên Tây Ban Nha. Hậu quả là tất cả các cuộc thi dành cho người khuyết tật trí tuệ đã bị hoãn lại vô thời hạn. Lệnh cấm đã được dỡ bỏ sau Thế vận hội 2008, sau khi công tác thắt chặt các tiêu chuẩn và kiểm soát tư cách tham gia của vận động viên khuyết tật trí tuệ được chấn chỉnh. Bốn môn thể thao gồm bơi lội, điền kinh, bóng bàn và chèo thuyền dự kiến sẽ tổ chức cho các vận động viên khuyết tật trí tuệ thi đấu tại Paralympic Mùa hè 2012.
Paralympic cũng đã bị phá hoại do hành vi sử dụng steroid. Tại Thế vận hội 2008 tại Bắc Kinh, ba vận động viên môn nhấc tạ (powerlifting) và một cầu thủ bóng rổ người Đức đã bị cấm sau khi có kết quả thử nghiệm dương tính với các chất cấm sử dụng. Số trường hợp bị cấm đã giảm so với Thế vận hội 2000 là 10 vận động viên nhấc tạ và một vận một động viên điền kinh. Vận động viên người Đức, Thomas Oelsner, là vận động viên Paralympic Mùa đông đầu tiên thử nghiệm dương tính với chất steroid. Anh đã giành được hai huy chương vàng tại Paralympic Mùa đông 2002, nhưng lại bị tước huy chương sau khi kết quả thử nghiệm cho thấy việc sử dụng thuốc. Tại Thế vận hội Olympic Mùa đông 2010 ở Vancouver, vận động viên môn ném tạ trên băng (curling) người Thụy Điển, Glenn Ikonen, có kết quả thử nghiệm dương tính với một chất bị cấm và đã bị Ủy ban Paralympic Quốc tế đình chỉ trong sáu tháng. Glenn Ikonen đã bị loại khỏi phần còn lại của cuộc thi nhưng đội của Glenn vẫn được phép tiếp tục thi đấu. Vận động viên 54 tuổi này cho biết bác sĩ của ông đã kê đơn một loại thuốc nằm trong danh mục các chất bị cấm. Thụy Điển đã đánh bại Hoa Kỳ và giành được huy chương đồng.
Một mối quan tâm mà hiện nay các ủy viên Paralympic phải đối mặt là kỹ thuật tăng huyết áp, còn gọi là tăng phản xạ tự phát (autonomic dysreflexia). Tác dụng của việc tăng huyết áp đã được chứng tỏ có thể cải thiện đến 15% hiệu suất thi đấu. Điều này đem lai hiệu quả cao nhất trong các môn thể thao đòi hỏi sức bền như trượt tuyết băng đồng. Để tăng huyết áp, vận động viên phải gây ra chấn thương tay chân thậm chí là chấn thương cột sống. Chấn thương này có thể bao gồm gãy xương, băng tay chân quá chặt và sử dụng vớ áp lực nén cao. Thương tích không gây đau đớn nhưng có ảnh hưởng đến huyết áp của vận động viên.

## Thành quả và quán quân nổi bật

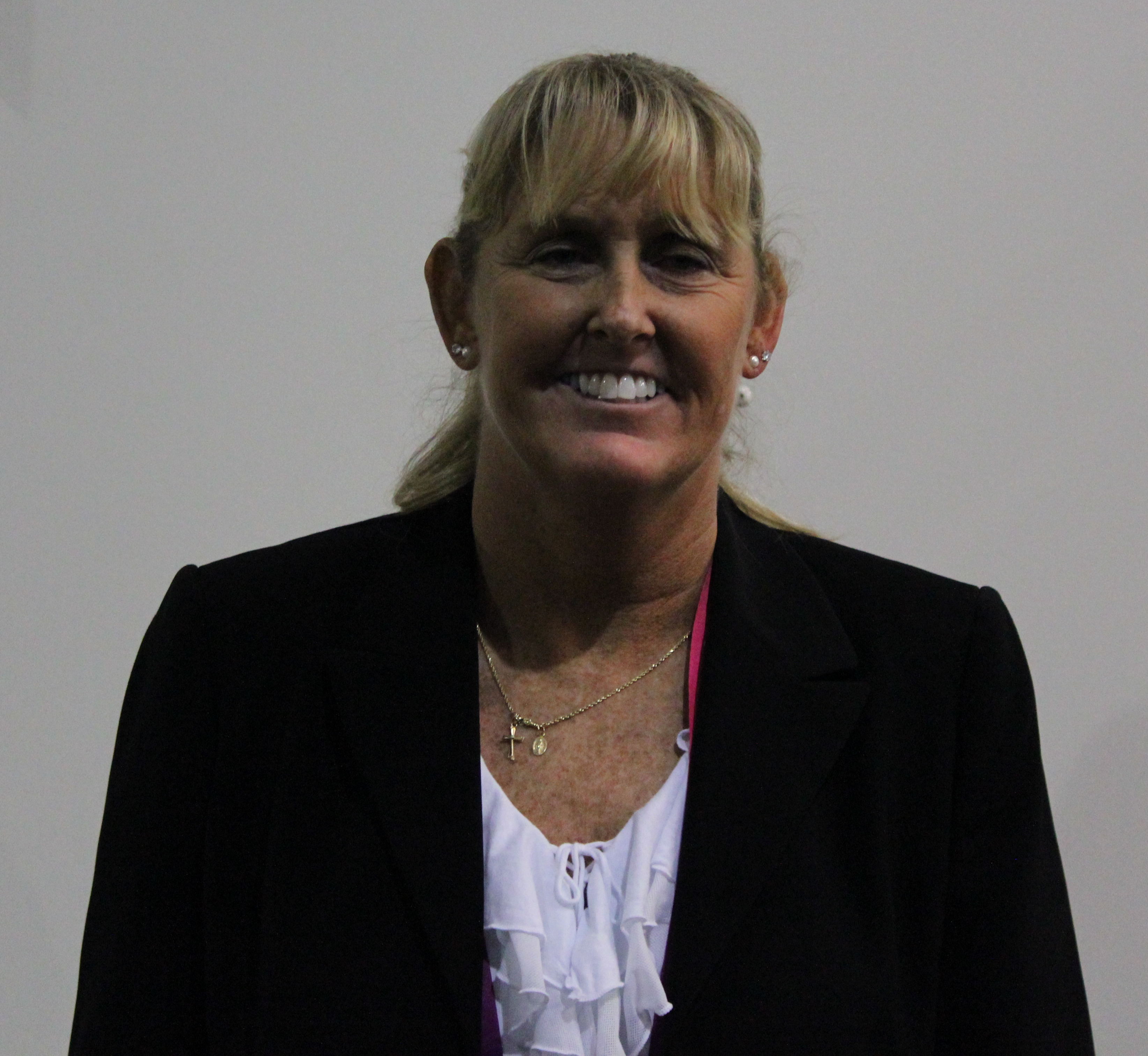
Trischa Zorn, mù bẩm sinh là vận động viên khuyết tật thành công nhất với 55 huy chương (trong số đó là 41 huy chương vàng) tại Thế vận hội Người khuyết tật

Trischa Zorn đến từ Hoa Kỳ là vận động viên Paralympic giành được nhiều huy chương nhất trong lịch sử. Cô thi đấu tại bộ môn bơi lội dành cho người mù và đã giành tổng cộng 55 huy chương, trong đó có 41 huy chương vàng. Sự nghiệp Paralympic của cô kéo dài 24 năm, từ 1980-2004. Cô cũng là vận động viên dự bị trong đội tuyển bơi lội Olympic năm 1980 của Mỹ nhưng không được tham gia. Ragnhild Myklebust của Na Uy giữ kỷ lục giành được nhiều huy chương nhất tại Paralympic Mùa đông. Tham gia vào nhiều cuộc thi đấu năm 1988, 1992, 1994 và 2002, cô giành tổng cộng 22 huy chương, trong đó có 17 huy chương vàng. Sau khi đoạt năm huy chương vàng tại Paralympic 2002, cô đã nghỉ hưu ở tuổi 58. Neroli Fairhall, một cung thủ đến từ New Zealand, là người liệt hai chân dưới đầu tiên - đồng thời cũng là vận động viên Paralympic đầu tiên - tham gia thi đấu tại Thế vận hội Olympic Mùa hè 1984 ở Los Angeles. Cô được xếp hạng thứ 34 trong cuộc thi bắn cung Olympic và giành được một huy chương vàng Paralympic trong cùng kì Thế vận hội.

## Thành phố tổ chức
| Năm  | Thế vận hội Paralympic Mùa hè | Thế vận hội Paralympic Mùa hè          | Thế vận hội Paralympic Mùa đông | Thế vận hội Paralympic Mùa đông |
| Năm  | Thứ tự                        | Thành phố tổ chức                      | Thứ tự                          | Thành phố tổ chức               |
| ---- | ----------------------------- | -------------------------------------- | ------------------------------- | ------------------------------- |
| 1960 | Paralympic Mùa hè lần I       | Roma, Ý                                |                                 |                                 |
| 1964 | Paralympic Mùa hè lần II      | Tokyo, Nhật Bản                        |                                 |                                 |
| 1968 | Paralympic Mùa hè lần III     | Tel Aviv, Israel                       |                                 |                                 |
| 1972 | Paralympic Mùa hè lần IV      | Heidelberg, Tây Đức                    |                                 |                                 |
| 1976 | Paralympic Mùa hè lần V       | Toronto, Canada                        | Paralympic Mùa đông lần I       | Örnsköldsvik, Thụy Điển         |
| 1980 | Paralympic Mùa hè lần VI      | Arnhem, Phần Lan                       | Paralympic Mùa đông lần II      | Geilo, Na Uy                    |
| 1984 | Paralympic Mùa hè lần VII     | Stoke Mandeville, Anh New York, Hoa Kỳ | Paralympic Mùa đông lần III     | Innsbruck, Áo                   |
| 1988 | Paralympic Mùa hè lần VIII    | Seoul, Hàn Quốc                        | Paralympic Mùa đông lần IV      | Innsbruck, Áo                   |
| 1992 | Paralympic Mùa hè lần IX      | Barcelona, Tây Ban Nha                 | Paralympic Mùa đông lần V       | Tignes & Albertville, Pháp      |
| 1994 |                               |                                        | Paralympic Mùa đông lần VI      | Lillehammer, Na Uy              |
| 1996 | Paralympic Mùa hè lần X       | Atlanta, Hoa Kỳ                        |                                 |                                 |
| 1998 |                               |                                        | Paralympic Mùa đông lần VII     | Nagano, Nhật Bản                |
| 2000 | Paralympic Mùa hè lần XI      | Sydney, Úc                             |                                 |                                 |
| 2002 |                               |                                        | Paralympic Mùa đông lần VIII    | Thành phố Salt Lake, Hoa Kỳ     |
| 2004 | Paralympic Mùa hè lần XII     | Athena, Hy Lạp                         |                                 |                                 |
| 2006 |                               |                                        | Paralympic Mùa đông lần IX      | Torino, Ý                       |
| 2008 | Paralympic Mùa hè lần XIII    | Bắc Kinh, Trung Quốc                   |                                 |                                 |
| 2010 |                               |                                        | Paralympic Mùa đông lần X       | Vancouver, Canada               |
| 2012 | Paralympic Mùa hè lần XIV     | Luân Đôn, Anh                          |                                 |                                 |
| 2014 |                               |                                        | Paralympic Mùa đông lần XI      | Sochi, Nga                      |
| 2016 | Paralympic Mùa hè lần XV      | Rio de Janeiro, Brasil                 |                                 |                                 |
| 2018 |                               |                                        | Paralympic Mùa đông lần XII     | Pyeongchang, Hàn Quốc           |
| 2021 | Paralympic Mùa hè lần XVI     | Tokyo, Nhật Bản                        |                                 |                                 |
| 2022 |                               |                                        | Paralympic Mùa đông lần XIII    | Bắc Kinh, Trung Quốc            |

## Hình ảnh

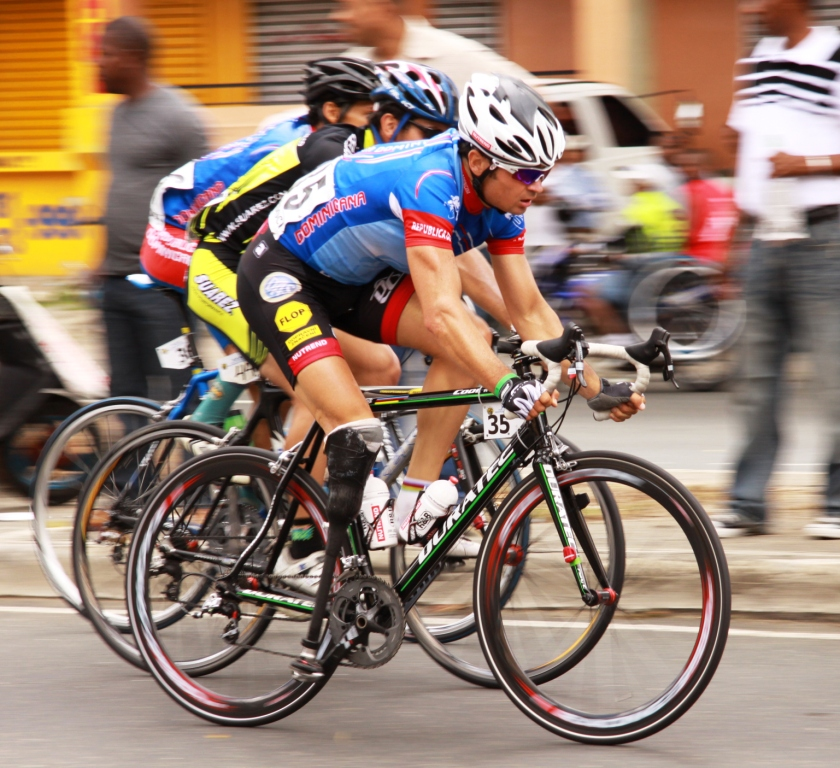
Bộ môn đua xe đạp Paralympic.
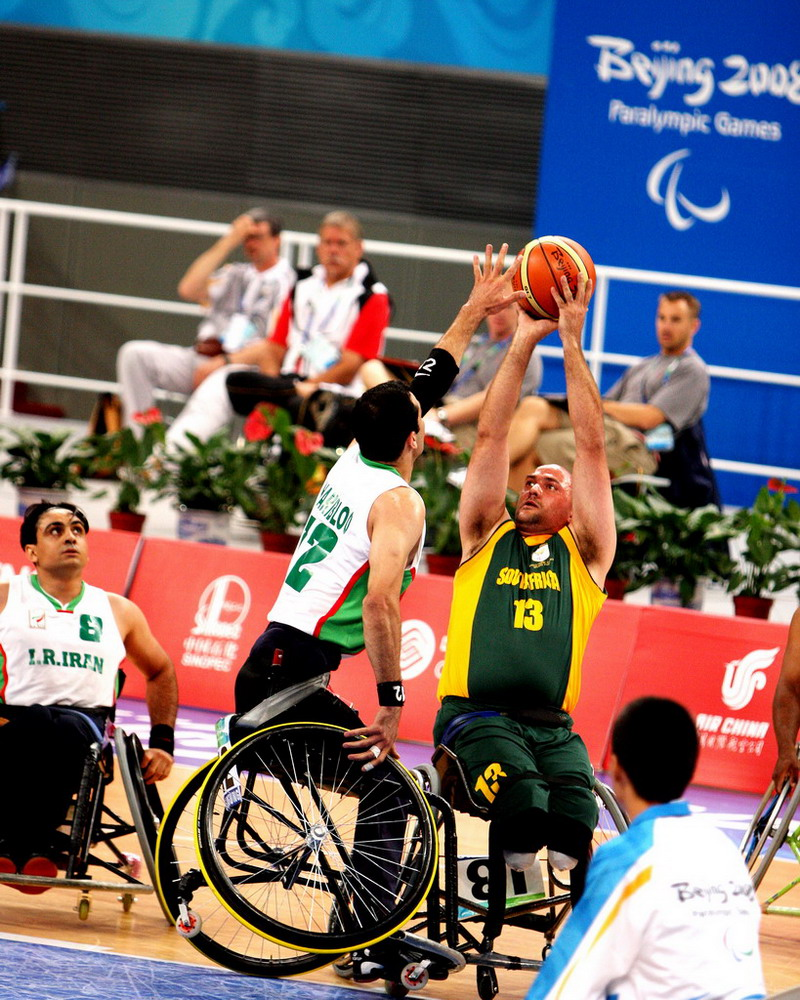
Bộ môn bóng rổ trên xe lăn.
Người trong trang phục hóa trang linh vật Paralympic Bắc Kinh 2008.Người trong trang phục hóa trang linh vật Paralympic Bắc Kinh 2008.
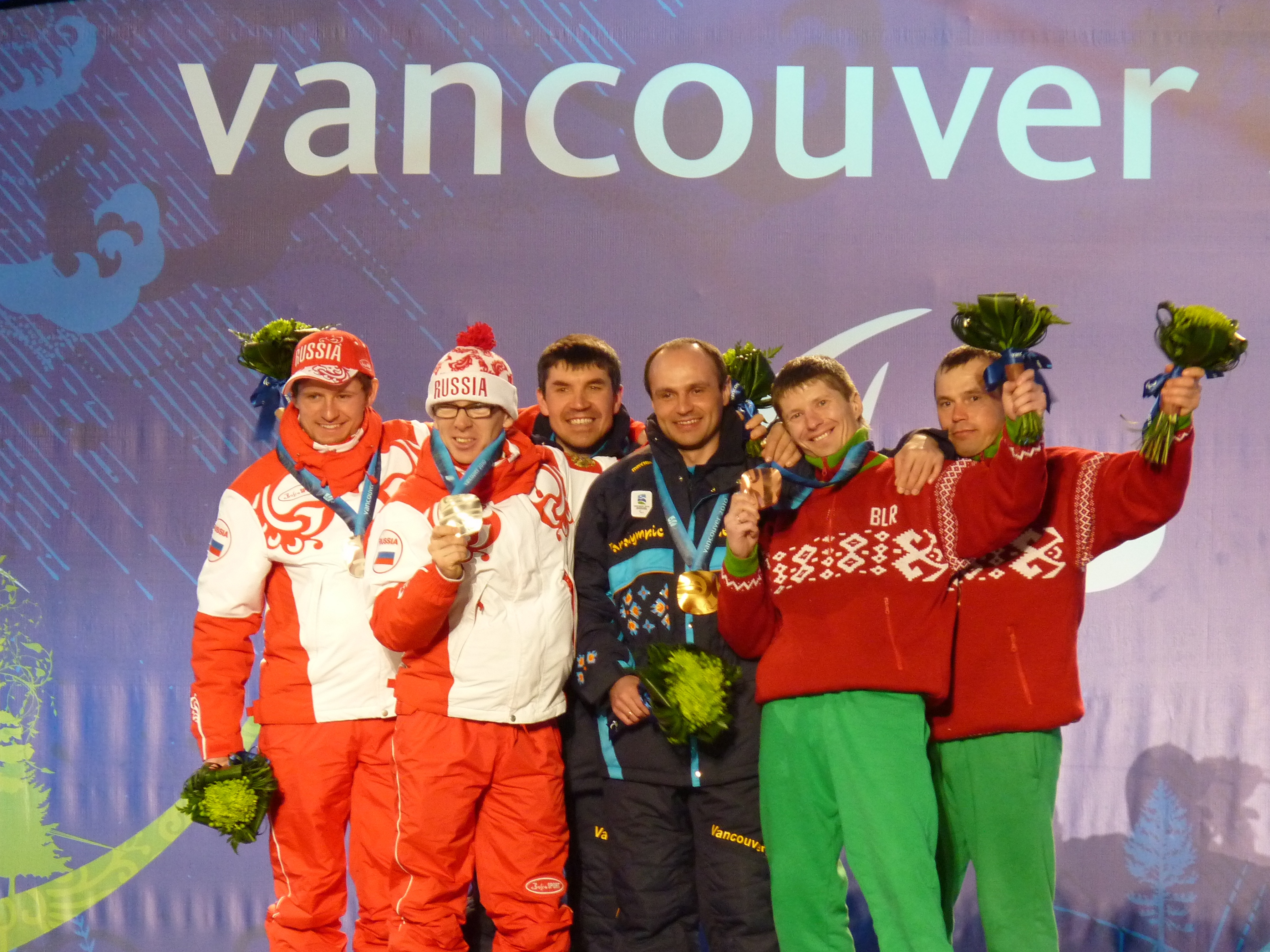
Lễ trao tặng huy chương trong kì Paralympic Mùa đông 2010.
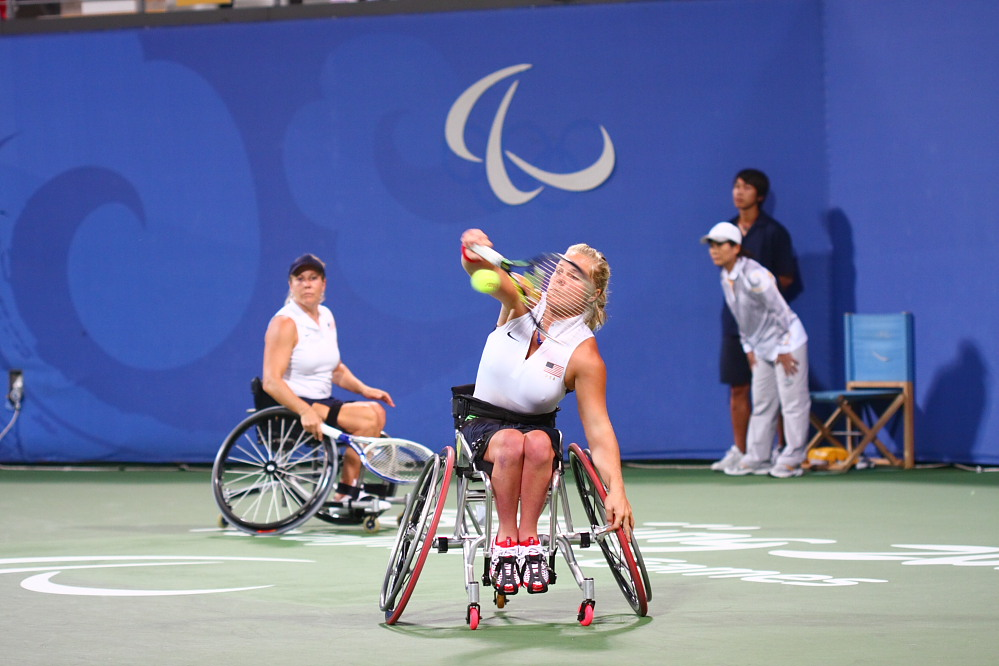
Bộ môn tennis đơn nữ Paralympic 2008.
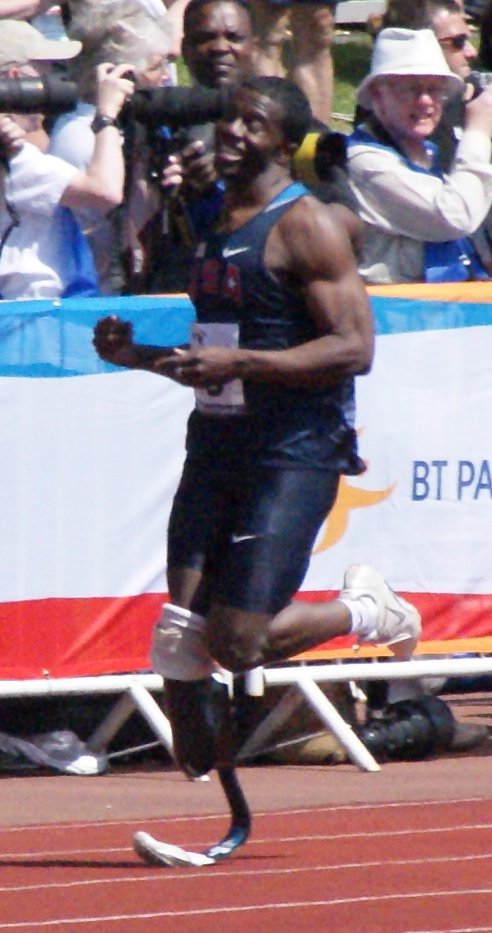
Jerome Singleton - vận động viên Paralympic World Cup 2009
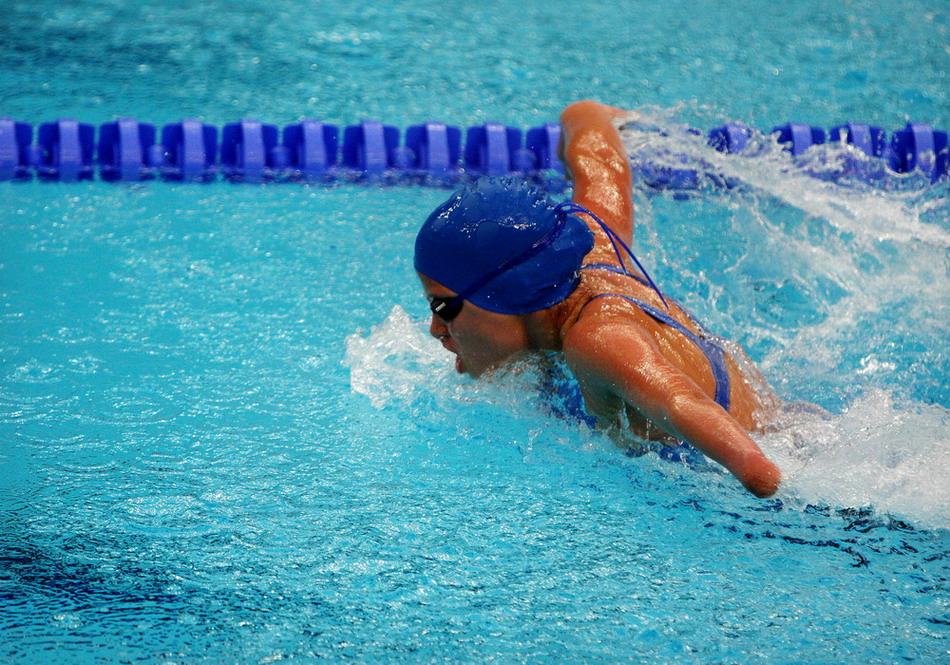
Bộ môn bơi bướm nữ tại Paralympic 2008.
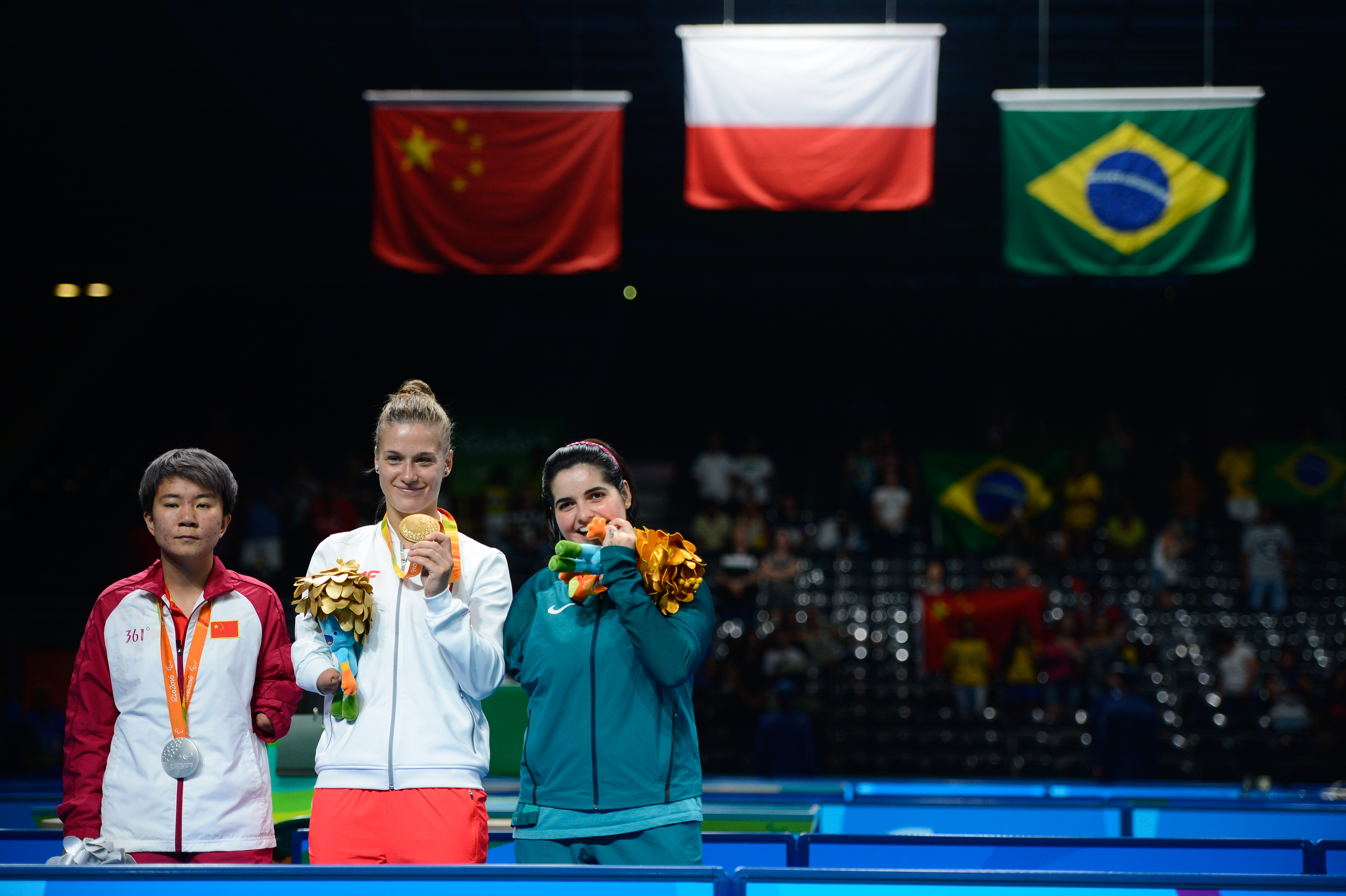
Natalia Partyka (giữa, tại Paralympic 2016), nữ vận động viên Ba Lan khi sinh ra không có tay phải, đoạt 4 lần huy chương vàng bóng bàn C10 nữ các kỳ Thế vận hội Người khuyết tật 2004, 2008, 2012 và 2016.